# Leichtathletik-Weltrekorde

Logo des Leichtathletikweltverbandes World Athletics

Leichtathletik-Weltrekorde sind die Höchstleistungen in verschiedenen Disziplinen der Leichtathletik. Der Begriff Weltrekord wird nur für die Disziplinen und Altersklassen gebraucht, die von World Athletics (bis 2019: IAAF) festgelegt wurden. In der Jugend U18 existierten Weltbestleistungen.
Mit Stand der Leichtathletik-Sommersaison 2015 (1. November 2015) werden in insgesamt 224 Disziplinen Weltrekorde von World Athletics ratifiziert. Davon gelten 139 für die Hauptklasse (Männer und Frauen) und 85 für U20 (Männer und Frauen; Sportler, die im Wettkampfjahr jünger als 20 Jahre sind).
- Nach der Art des Wettkampfgeländes gibt es:
  - 124 (123) Stadionweltrekorde (Im Zehnkampf der Frauen U20 wurde bisher kein Weltrekord ratifiziert.)
  - 24 (32) Straßenweltrekorde (Bei den Frauen gibt es zwei Weltrekorde pro Disziplin im Straßenlauf. Für 100 km wurde bisher kein Weltrekord für einen reinen Frauenlauf ratifiziert.)
  - 76 Hallenweltrekorde

## Geschichte
Nach Gründung der IAAF im Jahre 1912 war die Führung von Welt-, olympischen und Landesrekorden von Beginn an eine ihrer wichtigsten Aufgaben. Von der Vielzahl an vorgeschlagenen Disziplinen, in denen Weltrekorde geführt werden sollten, wurden in die erste Weltrekordliste im Jahre 1914 Rekorde in 48 Lauf-, Hürden- und Staffeldisziplinen, in 17 Gehdisziplinen und in 11 Sprung-, Wurf- und Stoßdisziplinen übernommen. Insgesamt wurden 80 Weltrekorde für Männer geführt. Für Frauen wurden noch keine Weltrekorde geführt.
Die Weltrekorde für die Frauenleichtathletik führte anfangs die 1921 gegründete Internationale Frauensportverband-Föderation FSFI (Fédération Sportive Féminine Internationale). Die erste offizielle Weltrekordliste wurde 1927 veröffentlicht. Diese erkannte in den Laufdisziplinen ab 1928 nur noch Weltrekorde mit metrischen Streckenlängen an. 1936 wurde die FSFI aufgelöst und die IAAF übernahm die Frauenleichtathletik, sowie die Führung von Weltrekorden für Frauen.
Die hohe Zahl der Weltrekorde im Laufen und Gehen war bedingt durch die Führung von Weltrekordlisten für nichtmetrische, in Yards und Meilen gemessene Strecken. Seit dem 1. Januar 1977 werden mit Ausnahme des Meilenlaufes (1609,36 m) nur noch Weltrekorde über metrische Strecken geführt.
Streckenlängen, für die bis 31. Dezember 1976 Weltrekorde registriert wurden:
| Bahnwettbewerbe                       | Bahnwettbewerbe             | Bahnwettbewerbe                       | Bahnwettbewerbe                    | Bahnwettbewerbe             | Bahnwettbewerbe                       |
| Disziplin                             | Männer                      | Frauen                                | Disziplin                          | Männer                      | Frauen                                |
| ------------------------------------- | --------------------------- | ------------------------------------- | ---------------------------------- | --------------------------- | ------------------------------------- |
| 100 yds (91,44 m)                     | Grünes Häkchensymbol für ja | Grünes Häkchensymbol für ja           | 220 yds (201,17 m)                 | Grünes Häkchensymbol für ja | Grünes Häkchensymbol für ja           |
| 440 yds (402,34 m)                    | Grünes Häkchensymbol für ja | Grünes Häkchensymbol für ja           | 880 yds (804,68 m)                 | Grünes Häkchensymbol für ja | Grünes Häkchensymbol für ja           |
| 2 Meilen (3218,72 m)                  | Grünes Häkchensymbol für ja | Rotes X oder Kreuzchensymbol für nein | 3 Meilen (4828,04 m)               | Grünes Häkchensymbol für ja | Rotes X oder Kreuzchensymbol für nein |
| 6 Meilen (9656,07 m)                  | Grünes Häkchensymbol für ja | Rotes X oder Kreuzchensymbol für nein | 10 Meilen (16.093,60 m)            | Grünes Häkchensymbol für ja | Rotes X oder Kreuzchensymbol für nein |
| 15 Meilen (24.140,40 m)               | Grünes Häkchensymbol für ja | Rotes X oder Kreuzchensymbol für nein | 120 yds Hürden (109,73 m)          | Grünes Häkchensymbol für ja | Rotes X oder Kreuzchensymbol für nein |
| 220 yds Hürden (201,17 m)             | Grünes Häkchensymbol für ja | Rotes X oder Kreuzchensymbol für nein | 440 yds Hürden (402,34 m)          | Grünes Häkchensymbol für ja | Rotes X oder Kreuzchensymbol für nein |
| 20-Meilen-Bahngehen (32.186,88 m)     | Grünes Häkchensymbol für ja | Rotes X oder Kreuzchensymbol für nein | 30-Meilen-Bahngehen (48.280,32 m)  | Grünes Häkchensymbol für ja | Rotes X oder Kreuzchensymbol für nein |
| Staffelläufe                          |                             |                                       |                                    |                             |                                       |
| Disziplin                             | Männer                      | Frauen                                | Disziplin                          | Männer                      | Frauen                                |
| 4 × 110-yds-Staffel (4 × 100,55 m)    | Grünes Häkchensymbol für ja | Grünes Häkchensymbol für ja           | 4 × 220-yds-Staffel (4 × 201,17 m) | Grünes Häkchensymbol für ja | Grünes Häkchensymbol für ja           |
| 4 × 440-yds-Staffel (4 × 402,34 m)    | Grünes Häkchensymbol für ja | Grünes Häkchensymbol für ja           | 4 × 880-yds-Staffel (4 × 804,68 m) | Grünes Häkchensymbol für ja | Grünes Häkchensymbol für ja           |
| 4-mal-1-Meile-Staffel (4 × 1609,36 m) | Grünes Häkchensymbol für ja | Rotes X oder Kreuzchensymbol für nein |                                    |                             |                                       |

1986 wurden Listen mit Weltbestleistungen für Junioren und Juniorinnen in 22 Disziplinen für Männer und 18 Disziplinen für Frauen geführt. Seit Anfang 1987 werden für Junioren und Juniorinnen Freiluftweltrekorde geführt. In der ersten Liste wurden in 23 Disziplinen für Männer und 18 Disziplinen für Frauen Juniorenweltrekorde geführt. Ebenfalls seit Anfang 1987 werden Hallenweltrekorde geführt. Seit Anfang 2012 werden auch Hallenweltrekorde für Junioren und Juniorinnen in 16 Disziplinen für Männer und 16 Disziplinen für Frauen geführt.
Seit Anfang 2003 werden für die Straßenlaufwettkampfstrecken Weltbestleistungen geführt, die seit Anfang 2004 als Weltrekorde bezeichnet werden. Zuvor wurden wegen der unterschiedlichen Beschaffenheit der Wettkampfkurse keine offiziellen Weltrekorde anerkannt. Seit 1. November 2015 werden Junioren von World Athletics als U20 bezeichnet.

### Elektronische Zeiterfassung
1926 demonstrierte die Niederländische Leichtathletik-Föderation KNAU als erste die Zielfototechnik, um menschliche Fehler bei der Zeitnahme auszuschließen. Bei den Olympischen Spielen 1928 wurde das Zielfoto eingesetzt, und seit 1930 werden elektronisch gestoppte Weltrekorde anerkannt. Seit Januar 1977 werden Rekorde auf Strecken bis 400 Meter nur anerkannt, wenn sie elektronisch gestoppt wurden.

### Entwicklung der einzelnen Disziplinen
Freiluftweltrekorde (Männer)
Die meisten Disziplinen, in denen heute Freiluftweltrekorde für Männer geführt werden, waren bereits in der ersten Weltrekordliste von 1914 vorhanden. 1921 kamen die 4-mal-1500-Meter-Staffel hinzu und es wurde zum ersten Mal ein Rekord im Diskuswurf geführt, obwohl die Disziplin bereits in der ersten Liste von 1914 aufgeführt war. In den 1920er-Jahren wurde der Zehnkampf sowie 30.000-Meter-Bahngehen und 50.000-Meter-Bahngehen mit in die Listen aufgenommen. Erst in den 1940er Jahren begann man Weltrekorde für die 4-mal-800-Meter-Staffel zu führen. Zuvor wurden Rekorde für die 4-mal-880-Yards-Staffel geführt.
Ab 1954 begann man Weltrekorde im 3000-Meter-Hindernislauf zu führen. Für den heutigen 200-Meter-Lauf, der zur Hälfte in der Kurve gelaufen wird, werden erst seit dem 1. Januar 1959 Weltrekorde geführt.
World Athletics unterscheidet erst seit 1951 zwischen Kurvenläufen und Läufen auf Geraden Strecken beim 200-Meter-Lauf. Die letzten Disziplinen, die in Liste der Weltrekorde aufgenommen wurden, sind seit 1. Januar 2004 Straßenläufe und Gehwettbewerbe auf der Straße sowie die Medley-Staffel seit dem 1. Mai 2015.
Freiluftweltrekorde (Frauen)
In einigen der heutigen Disziplinen wurden bereits in den 1920er Jahren Rekorde geführt. Allerdings was Erweiterungen angeht war die Frauenliste der Freiluftrekorde größeren Veränderungen unterworfen als die Männerliste. Über 400 Meter werden Weltrekorde erst seit Ende der 1950er Jahre geführt. Zuvor führte man Rekorde über 440 Yards. Die 1000 Meter sind erst seit dem 1. August 1984 wieder eine Weltrekorddisziplin. Zuvor führte die IAAF kurzzeitig Weltrekorde in dieser Disziplin. Über die 1500 Meter und die Meile führt die IAAF erst seit Ende der 1960er Jahre Weltrekorde. Seit Mitte der 1970er Jahre führt die IAAF Weltrekorde über die 3000 Meter. In den 1980er Jahren kamen die 2000 Meter, 5000 Meter, 10.000 Meter, Stundenlauf, 25.000 Meter und 30.000 Meter hinzu. In den 1990er Jahren kamen die 20.000 Meter als letzte Langstrecke hinzu.
Seit dem 1. Januar 2000 werden auch Weltrekorde im 3000-Meter-Hindernislauf geführt. Die 100 Meter Hürden gibt es 1969. Sie lösten die 80 Meter Hürden in diesem Jahr als Weltrekorddisziplin ab. Ähnliches gab es auch bei den 400 Meter Hürden.
Die 400 Meter Hürden lösten die 200 Meter Hürden 1972 ab. Bei den Staffelläufen waren nur die 4-mal 100 Meter und 4-mal 200 Meter von Anfang an dabei. Die 4-mal 400 Meter kamen im Mai 1969 hinzu. Genauso wie die 4-mal 800 Meter, die die 3-mal 800 Meter als Weltrekorddisziplin ablösten.
Seit dem 1. November 2013 sind die 4-mal 1500 Meter eine Weltrekorddisziplin. Als letzte Staffeldisziplin kam die Medley-Staffel genauso wie bei den Männern am 1. Mai 2015 hinzu.
Am 1. Januar 1990 wurde auch der Dreisprung in die Liste aufgenommen. Den Stabhochsprung führte die IAAF 1994 ein.
Bei den Wurfdisziplinen kam der Hammerwurf am 1. Januar 1995 hinzu. Der Siebenkampf löst am 1. Januar 1981 den Fünfkampf ab. Seit dem 1. Januar 2004 können von Frauen auch im Zehnkampf Weltrekorde aufgestellt werden.
Bei der Einführung dieser Disziplin gab es die Auflage, 8000 Punkte als Minimum erzielen zu müssen, damit der Rekord ratifiziert wird. Im Bahngehen werden seit 1981 über die 10.000 Meter und über die 20.000 Meter seit 2000 Rekorde geführt. Im Straßenlauf und Gehwettbewerben auf der Straße, werden wie bei den Männern seit dem 1. Januar 2004 Rekorde geführt. Beim 48. IAAF Kongress in Daegu im August 2011 wurde entschieden, Weltrekorde im Straßenlauf der Frauen nur noch zu ratifizieren, wenn diese in einem reinen Frauenlauf ohne jegliche Beteiligung von Männern zustande gekommen sind. Es wurde außerdem entschieden, eine Liste mit Weltbestleistungen für Rekorde zu führen, die in Mixed-Läufen mit Frauen und Männern zustande gekommen sind. Bestehende Rekorde, die bereits ratifiziert waren, behielten allerdings ihre Gültigkeit. Die am 1. Januar 2012 publizierte Liste der Weltrekorde hatte demnach eine Liste mit Weltbestleistungen in Mixed-Läufen, die identisch mit den Weltrekorden war. Seit Anfang 2014 werden pro Disziplin zwei Weltrekorde für Mixed-Läufe und Frauenläufe in Straßenlauf der Frauen geführt. Damit bei den Frauen in gleichwertigen Disziplinen Rekorde geführt werden, wie bei den Männern, wurden 50.000-Meter-Bahngehen und 50-km-Gehen auf der Straße am 1. November 2015 hinzugefügt. Die ersten Rekorde in diesen Disziplinen werden am 31. Dezember 2015 ratifiziert.
Hallenweltrekorde
Für die Listen der Hallenweltrekorde gab es seit ihrer Einführung nur geringe Veränderungen. Der Siebenkampf bei den Männern ersetzte 1990 den Achtkampf. Bei den Frauen wurde die Liste 1990 um den Dreisprung und 1994 um den Stabhochsprung erweitert. Diese Disziplinen wurden zeitgleich in der Halle und im Freien eingeführt.
U20-Weltrekorde (Männer)
Die ursprüngliche Liste wurde um folgende Disziplinen erweitert. Die 1000 Meter, 1 Meile und 3000 Meter wurden im Jahre 1998 eingeführt. Als vorerst letzte Disziplin wurde 2004 das 10-km-Gehen auf der Straße eingeführt. Einige Disziplinen waren Veränderungen unterworfen. Im Kugelstoßen und Hammerwurf wurde 2002 das Gewicht des Gerätes von 7,26 kg auf 6 kg reduziert und das des Diskus von 2 kg auf 1,75 kg. Die Hürdenhöhe im 110-Meter-Hürdenlauf wurde 2006 von 106,7 cm auf 99,1 cm reduziert.
U20-Weltrekorde (Frauen)
Bei der Einführung der U20-Weltrekorde für Frauen kamen neun Disziplinen hinzu und zwei Disziplinen wurden geändert. Als erste Disziplin wurde 1990 der Dreisprung hinzugefügt, genauso wie bei den Senioren. 1994 wurde die Liste um den Stabhochsprung und den Hammerwurf erweitert sowie 1995 um die 5000 Meter. Wie bei den Männern kamen 1998 die 1000 Meter und die Meile hinzu sowie die 3000 Meter Hindernis. 2004 wurden wie bei den Männern das 10-km-Gehen auf der Straße und der Zehnkampf hinzugefügt. Das 10.000-Meter-Bahngehen ersetzte 2002 das 5000-Meter-Bahngehen. Im Speerwurf wurde 1999 wie bei den Senioren der neue Speer übernommen.

## Regeln
In diesem Abschnitt wird auf einige wichtige Regeln eingegangen. In den aktuellen Wettkampfregeln von World Athletics ist Abschnitt X und die Regeln 260 bis 264 für Weltrekorde relevant. In den Regeln 261 bis 264 sind alle Disziplinen aufgelistet, in denen die World Athletics Weltrekorde führt. Eine tabellarische Übersicht davon befindet sich im nächsten Abschnitt. Nachfolgend soll auszugsweise auf die Regel 260 eingegangen werden.
Absolute Weltrekorde (Regel 260.2 [ehemalig 260.18a])
In der Halle können Weltrekorde erzielt werden, die auch im Freien gültig sind. Da diese Weltrekorde überall gelten, werden sie auch als absolute Weltrekorde bezeichnet. Dies ist nach Regel 260.2 möglich. Danach ist der Weltrekord die beste ratifizierte Leistung, die in der Halle oder Freiluft aufgestellt wurde. Diese Regelung gilt allerdings nur für Senioren. Im U20-Bereich können seit den letzten Regeländerungen keine absoluten Rekorde aufgestellt werden.
Windgeschwindigkeiten (Regeln 260.14c [ehemalig 260.22d] und 260.18 [ehemalig 260.27])
Starker Rückenwind begünstigt bessere Zeiten bei Laufdisziplinen bis einschließlich 200 Meter bzw. beim Weit- und Dreisprung. Deshalb ist nach Regel 260.14c die maximal zulässige Windgeschwindigkeit für den Rückenwind 2,0 Meter pro Sekunde. Damit Rekorde bei Mehrkämpfen ratifiziert werden können, darf das arithmetische Mittel der Windgeschwindigkeiten der Einzeldisziplinen 2,0 Meter pro Sekunde nicht übersteigen (Regel 260.18).
Dopingkontrolle (Regel 260.3e [ehemalig 260.6])
Damit ein Weltrekord anerkannt werden kann, muss sich ein Athlet einem Dopingtest unterziehen. Bei Staffeln müssen sich alle Staffelmitglieder einem Dopingtest unterziehen. Für die Nichtratifizierung eines Weltrekords in Zusammenhang mit diesen Regeln kann es mehrere Gründe geben.
- Es wird keine Dopingkontrolle vorgenommen.
- Ein positiver Befund bei der Dopingkontrolle.
- Es wird keine dem Reglement entsprechende Dopingkontrolle vorgenommen. Dafür kann es mehrere Gründe geben:
  - Die Dopingkontrolle wird nicht zeitnah durchgeführt.
  - Es wird bei der Dopingkontrolle nicht auf alle relevanten leistungssteigernden Mittel getestet. Beispielsweise wird kein EPO-Test durchgeführt.

Weltrekorde in Straßenwettbewerben (Regel 260.21 [ehemalig 260.28])
Damit ein Weltrekord im Straßenlauf anerkannt werden kann, müssen nach Regel 260.21 vor allem folgende Gegebenheiten erfüllt sein:
- Regel 260.21b: Start und Ziel der Strecke dürfen in Luftlinie nicht weiter als 50 % der Streckenlänge voneinander entfernt liegen.
- Regel 260.21c: Das Gefälle zwischen Start und Ziel darf im Durchschnitt nicht größer sein als 1:1000, d. h., 1 m pro km (0,1 %).

Für die Straßenstaffel müssen die Teilstrecken nach Regel 260.21g folgende Aufteilung haben: 5 km - 10 km - 5 km - 10 km - 5 km - 7,195 km.
Weltrekorde in Gehwettbewerben (Regeln 260.19 [ehemalig 260.25] und 260.20 [ehemalig 260.29])
Für die Anerkennung von Weltrekorden bei Gehwettbewerben ist die Anwesenheit von internationalen Gehrichtern relevant. Regel 260.19 schreibt die Anwesenheit von drei internationalen Gehrichtern vor.
Weltrekorde über Teilstrecken (Regel 260.15 [ehemalig 260.23])
Weltrekorde können über Teilstrecken einer größeren Strecke erzielt werden. Beispielsweise kann man beim Marathon Weltrekorde über 25 km, 30 km usw. aufstellen. Damit ein Rekord für eine Teilstrecke anerkannt werden kann, muss ein Athlet die gesamte Strecke zurücklegen (Regel 260.15e).

## Disziplinen, in denen Weltrekorde ratifiziert werden
In der folgenden Übersicht sind alle Disziplinen aufgelistet, für die World Athletics nach den Regeln 261–264 Weltrekorde ratifiziert. Außerdem sind die erlaubten Methoden der Zeitmessung für die einzelnen Disziplinen aufgelistet.
| Altersklasse           | Senioren                              | Senioren                              | Senioren                              | Senioren                              | U20                                   | U20                                   | U20                                   | U20                                   | Zeitmessung                 | Zeitmessung                           | Zeitmessung                           |
| Altersklasse           | Männer                                | Männer                                | Frauen                                | Frauen                                | Männer                                | Männer                                | Frauen                                | Frauen                                | Zeitmessung                 | Zeitmessung                           | Zeitmessung                           |
| Disziplin              | F                                     | H                                     | F                                     | H                                     | F                                     | H                                     | F                                     | H                                     | v. e. Z.                    | Hz.                                   | Tz.                                   |
| Bahnwettbewerbe        | Bahnwettbewerbe                       | Bahnwettbewerbe                       | Bahnwettbewerbe                       | Bahnwettbewerbe                       | Bahnwettbewerbe                       | Bahnwettbewerbe                       | Bahnwettbewerbe                       | Bahnwettbewerbe                       | Bahnwettbewerbe             | Bahnwettbewerbe                       | Bahnwettbewerbe                       |
| ---------------------- | ------------------------------------- | ------------------------------------- | ------------------------------------- | ------------------------------------- | ------------------------------------- | ------------------------------------- | ------------------------------------- | ------------------------------------- | --------------------------- | ------------------------------------- | ------------------------------------- |
| 50 m                   | Rotes X oder Kreuzchensymbol für nein | Grünes Häkchensymbol für ja           | Rotes X oder Kreuzchensymbol für nein | Grünes Häkchensymbol für ja           | Rotes X oder Kreuzchensymbol für nein | Rotes X oder Kreuzchensymbol für nein | Rotes X oder Kreuzchensymbol für nein | Rotes X oder Kreuzchensymbol für nein | Grünes Häkchensymbol für ja | Rotes X oder Kreuzchensymbol für nein | Rotes X oder Kreuzchensymbol für nein |
| 60 m                   | Rotes X oder Kreuzchensymbol für nein | Grünes Häkchensymbol für ja           | Rotes X oder Kreuzchensymbol für nein | Grünes Häkchensymbol für ja           | Rotes X oder Kreuzchensymbol für nein | Grünes Häkchensymbol für ja           | Rotes X oder Kreuzchensymbol für nein | Grünes Häkchensymbol für ja           | Grünes Häkchensymbol für ja | Rotes X oder Kreuzchensymbol für nein | Rotes X oder Kreuzchensymbol für nein |
| 100 m                  | Grünes Häkchensymbol für ja           | Rotes X oder Kreuzchensymbol für nein | Grünes Häkchensymbol für ja           | Rotes X oder Kreuzchensymbol für nein | Grünes Häkchensymbol für ja           | Rotes X oder Kreuzchensymbol für nein | Grünes Häkchensymbol für ja           | Rotes X oder Kreuzchensymbol für nein | Grünes Häkchensymbol für ja | Rotes X oder Kreuzchensymbol für nein | Rotes X oder Kreuzchensymbol für nein |
| 200 m                  | Grünes Häkchensymbol für ja           | Grünes Häkchensymbol für ja           | Grünes Häkchensymbol für ja           | Grünes Häkchensymbol für ja           | Grünes Häkchensymbol für ja           | Grünes Häkchensymbol für ja           | Grünes Häkchensymbol für ja           | Grünes Häkchensymbol für ja           | Grünes Häkchensymbol für ja | Rotes X oder Kreuzchensymbol für nein | Rotes X oder Kreuzchensymbol für nein |
| 400 m                  | Grünes Häkchensymbol für ja           | Grünes Häkchensymbol für ja           | Grünes Häkchensymbol für ja           | Grünes Häkchensymbol für ja           | Grünes Häkchensymbol für ja           | Grünes Häkchensymbol für ja           | Grünes Häkchensymbol für ja           | Grünes Häkchensymbol für ja           | Grünes Häkchensymbol für ja | Rotes X oder Kreuzchensymbol für nein | Rotes X oder Kreuzchensymbol für nein |
| 800 m                  | Grünes Häkchensymbol für ja           | Grünes Häkchensymbol für ja           | Grünes Häkchensymbol für ja           | Grünes Häkchensymbol für ja           | Grünes Häkchensymbol für ja           | Grünes Häkchensymbol für ja           | Grünes Häkchensymbol für ja           | Grünes Häkchensymbol für ja           | Grünes Häkchensymbol für ja | Rotes X oder Kreuzchensymbol für nein | Rotes X oder Kreuzchensymbol für nein |
| 1000 m                 | Grünes Häkchensymbol für ja           | Grünes Häkchensymbol für ja           | Grünes Häkchensymbol für ja           | Grünes Häkchensymbol für ja           | Grünes Häkchensymbol für ja           | Grünes Häkchensymbol für ja           | Grünes Häkchensymbol für ja           | Grünes Häkchensymbol für ja           | Grünes Häkchensymbol für ja | Grünes Häkchensymbol für ja           | Rotes X oder Kreuzchensymbol für nein |
| 1500 m                 | Grünes Häkchensymbol für ja           | Grünes Häkchensymbol für ja           | Grünes Häkchensymbol für ja           | Grünes Häkchensymbol für ja           | Grünes Häkchensymbol für ja           | Grünes Häkchensymbol für ja           | Grünes Häkchensymbol für ja           | Grünes Häkchensymbol für ja           | Grünes Häkchensymbol für ja | Grünes Häkchensymbol für ja           | Rotes X oder Kreuzchensymbol für nein |
| 1 Meile                | Grünes Häkchensymbol für ja           | Grünes Häkchensymbol für ja           | Grünes Häkchensymbol für ja           | Grünes Häkchensymbol für ja           | Grünes Häkchensymbol für ja           | Grünes Häkchensymbol für ja           | Grünes Häkchensymbol für ja           | Grünes Häkchensymbol für ja           | Grünes Häkchensymbol für ja | Grünes Häkchensymbol für ja           | Rotes X oder Kreuzchensymbol für nein |
| 2000 m                 | Grünes Häkchensymbol für ja           | Rotes X oder Kreuzchensymbol für nein | Grünes Häkchensymbol für ja           | Rotes X oder Kreuzchensymbol für nein | Rotes X oder Kreuzchensymbol für nein | Rotes X oder Kreuzchensymbol für nein | Rotes X oder Kreuzchensymbol für nein | Rotes X oder Kreuzchensymbol für nein | Grünes Häkchensymbol für ja | Grünes Häkchensymbol für ja           | Rotes X oder Kreuzchensymbol für nein |
| 3000 m                 | Grünes Häkchensymbol für ja           | Grünes Häkchensymbol für ja           | Grünes Häkchensymbol für ja           | Grünes Häkchensymbol für ja           | Grünes Häkchensymbol für ja           | Grünes Häkchensymbol für ja           | Grünes Häkchensymbol für ja           | Grünes Häkchensymbol für ja           | Grünes Häkchensymbol für ja | Grünes Häkchensymbol für ja           | Rotes X oder Kreuzchensymbol für nein |
| 5000 m                 | Grünes Häkchensymbol für ja           | Grünes Häkchensymbol für ja           | Grünes Häkchensymbol für ja           | Grünes Häkchensymbol für ja           | Grünes Häkchensymbol für ja           | Grünes Häkchensymbol für ja           | Grünes Häkchensymbol für ja           | Grünes Häkchensymbol für ja           | Grünes Häkchensymbol für ja | Grünes Häkchensymbol für ja           | Rotes X oder Kreuzchensymbol für nein |
| 10.000 m               | Grünes Häkchensymbol für ja           | Rotes X oder Kreuzchensymbol für nein | Grünes Häkchensymbol für ja           | Rotes X oder Kreuzchensymbol für nein | Grünes Häkchensymbol für ja           | Rotes X oder Kreuzchensymbol für nein | Grünes Häkchensymbol für ja           | Rotes X oder Kreuzchensymbol für nein | Grünes Häkchensymbol für ja | Grünes Häkchensymbol für ja           | Rotes X oder Kreuzchensymbol für nein |
| 20.000 m               | Grünes Häkchensymbol für ja           | Rotes X oder Kreuzchensymbol für nein | Grünes Häkchensymbol für ja           | Rotes X oder Kreuzchensymbol für nein | Rotes X oder Kreuzchensymbol für nein | Rotes X oder Kreuzchensymbol für nein | Rotes X oder Kreuzchensymbol für nein | Rotes X oder Kreuzchensymbol für nein | Grünes Häkchensymbol für ja | Grünes Häkchensymbol für ja           | Rotes X oder Kreuzchensymbol für nein |
| 1 Stunde               | Grünes Häkchensymbol für ja           | Rotes X oder Kreuzchensymbol für nein | Grünes Häkchensymbol für ja           | Rotes X oder Kreuzchensymbol für nein | Rotes X oder Kreuzchensymbol für nein | Rotes X oder Kreuzchensymbol für nein | Rotes X oder Kreuzchensymbol für nein | Rotes X oder Kreuzchensymbol für nein | Grünes Häkchensymbol für ja | Grünes Häkchensymbol für ja           | Rotes X oder Kreuzchensymbol für nein |
| 25.000 m               | Grünes Häkchensymbol für ja           | Rotes X oder Kreuzchensymbol für nein | Grünes Häkchensymbol für ja           | Rotes X oder Kreuzchensymbol für nein | Rotes X oder Kreuzchensymbol für nein | Rotes X oder Kreuzchensymbol für nein | Rotes X oder Kreuzchensymbol für nein | Rotes X oder Kreuzchensymbol für nein | Grünes Häkchensymbol für ja | Grünes Häkchensymbol für ja           | Rotes X oder Kreuzchensymbol für nein |
| 30.000 m               | Grünes Häkchensymbol für ja           | Rotes X oder Kreuzchensymbol für nein | Grünes Häkchensymbol für ja           | Rotes X oder Kreuzchensymbol für nein | Rotes X oder Kreuzchensymbol für nein | Rotes X oder Kreuzchensymbol für nein | Rotes X oder Kreuzchensymbol für nein | Rotes X oder Kreuzchensymbol für nein | Grünes Häkchensymbol für ja | Grünes Häkchensymbol für ja           | Rotes X oder Kreuzchensymbol für nein |
| 50 m Hürden            | Rotes X oder Kreuzchensymbol für nein | Grünes Häkchensymbol für ja           | Rotes X oder Kreuzchensymbol für nein | Grünes Häkchensymbol für ja           | Rotes X oder Kreuzchensymbol für nein | Rotes X oder Kreuzchensymbol für nein | Rotes X oder Kreuzchensymbol für nein | Rotes X oder Kreuzchensymbol für nein | Grünes Häkchensymbol für ja | Rotes X oder Kreuzchensymbol für nein | Rotes X oder Kreuzchensymbol für nein |
| 60 m Hürden            | Rotes X oder Kreuzchensymbol für nein | Grünes Häkchensymbol für ja           | Rotes X oder Kreuzchensymbol für nein | Grünes Häkchensymbol für ja           | Rotes X oder Kreuzchensymbol für nein | Grünes Häkchensymbol für ja           | Rotes X oder Kreuzchensymbol für nein | Grünes Häkchensymbol für ja           | Grünes Häkchensymbol für ja | Rotes X oder Kreuzchensymbol für nein | Rotes X oder Kreuzchensymbol für nein |
| 100 m Hürden           | Rotes X oder Kreuzchensymbol für nein | Rotes X oder Kreuzchensymbol für nein | Grünes Häkchensymbol für ja           | Rotes X oder Kreuzchensymbol für nein | Rotes X oder Kreuzchensymbol für nein | Rotes X oder Kreuzchensymbol für nein | Grünes Häkchensymbol für ja           | Rotes X oder Kreuzchensymbol für nein | Grünes Häkchensymbol für ja | Rotes X oder Kreuzchensymbol für nein | Rotes X oder Kreuzchensymbol für nein |
| 110 m Hürden           | Grünes Häkchensymbol für ja           | Rotes X oder Kreuzchensymbol für nein | Rotes X oder Kreuzchensymbol für nein | Rotes X oder Kreuzchensymbol für nein | Grünes Häkchensymbol für ja           | Rotes X oder Kreuzchensymbol für nein | Rotes X oder Kreuzchensymbol für nein | Rotes X oder Kreuzchensymbol für nein | Grünes Häkchensymbol für ja | Rotes X oder Kreuzchensymbol für nein | Rotes X oder Kreuzchensymbol für nein |
| 400 m Hürden           | Grünes Häkchensymbol für ja           | Rotes X oder Kreuzchensymbol für nein | Grünes Häkchensymbol für ja           | Rotes X oder Kreuzchensymbol für nein | Grünes Häkchensymbol für ja           | Rotes X oder Kreuzchensymbol für nein | Grünes Häkchensymbol für ja           | Rotes X oder Kreuzchensymbol für nein | Grünes Häkchensymbol für ja | Rotes X oder Kreuzchensymbol für nein | Rotes X oder Kreuzchensymbol für nein |
| 3000 m Hindernis       | Grünes Häkchensymbol für ja           | Rotes X oder Kreuzchensymbol für nein | Grünes Häkchensymbol für ja           | Rotes X oder Kreuzchensymbol für nein | Grünes Häkchensymbol für ja           | Rotes X oder Kreuzchensymbol für nein | Grünes Häkchensymbol für ja           | Rotes X oder Kreuzchensymbol für nein | Grünes Häkchensymbol für ja | Grünes Häkchensymbol für ja           | Rotes X oder Kreuzchensymbol für nein |
| Technische Wettbewerbe |                                       |                                       |                                       |                                       |                                       |                                       |                                       |                                       |                             |                                       |                                       |
| Hochsprung             | Grünes Häkchensymbol für ja           | Grünes Häkchensymbol für ja           | Grünes Häkchensymbol für ja           | Grünes Häkchensymbol für ja           | Grünes Häkchensymbol für ja           | Grünes Häkchensymbol für ja           | Grünes Häkchensymbol für ja           | Grünes Häkchensymbol für ja           | -                           | -                                     | -                                     |
| Stabhochsprung         | Grünes Häkchensymbol für ja           | Grünes Häkchensymbol für ja           | Grünes Häkchensymbol für ja           | Grünes Häkchensymbol für ja           | Grünes Häkchensymbol für ja           | Grünes Häkchensymbol für ja           | Grünes Häkchensymbol für ja           | Grünes Häkchensymbol für ja           | -                           | -                                     | -                                     |
| Weitsprung             | Grünes Häkchensymbol für ja           | Grünes Häkchensymbol für ja           | Grünes Häkchensymbol für ja           | Grünes Häkchensymbol für ja           | Grünes Häkchensymbol für ja           | Grünes Häkchensymbol für ja           | Grünes Häkchensymbol für ja           | Grünes Häkchensymbol für ja           | -                           | -                                     | -                                     |
| Dreisprung             | Grünes Häkchensymbol für ja           | Grünes Häkchensymbol für ja           | Grünes Häkchensymbol für ja           | Grünes Häkchensymbol für ja           | Grünes Häkchensymbol für ja           | Grünes Häkchensymbol für ja           | Grünes Häkchensymbol für ja           | Grünes Häkchensymbol für ja           | -                           | -                                     | -                                     |
| Kugelstoßen            | Grünes Häkchensymbol für ja           | Grünes Häkchensymbol für ja           | Grünes Häkchensymbol für ja           | Grünes Häkchensymbol für ja           | Grünes Häkchensymbol für ja           | Grünes Häkchensymbol für ja           | Grünes Häkchensymbol für ja           | Grünes Häkchensymbol für ja           | -                           | -                                     | -                                     |
| Diskuswurf             | Grünes Häkchensymbol für ja           | Rotes X oder Kreuzchensymbol für nein | Grünes Häkchensymbol für ja           | Rotes X oder Kreuzchensymbol für nein | Grünes Häkchensymbol für ja           | Rotes X oder Kreuzchensymbol für nein | Grünes Häkchensymbol für ja           | Rotes X oder Kreuzchensymbol für nein | -                           | -                                     | -                                     |
| Hammerwurf             | Grünes Häkchensymbol für ja           | Rotes X oder Kreuzchensymbol für nein | Grünes Häkchensymbol für ja           | Rotes X oder Kreuzchensymbol für nein | Grünes Häkchensymbol für ja           | Rotes X oder Kreuzchensymbol für nein | Grünes Häkchensymbol für ja           | Rotes X oder Kreuzchensymbol für nein | -                           | -                                     | -                                     |
| Speerwurf              | Grünes Häkchensymbol für ja           | Rotes X oder Kreuzchensymbol für nein | Grünes Häkchensymbol für ja           | Rotes X oder Kreuzchensymbol für nein | Grünes Häkchensymbol für ja           | Rotes X oder Kreuzchensymbol für nein | Grünes Häkchensymbol für ja           | Rotes X oder Kreuzchensymbol für nein | -                           | -                                     | -                                     |

| Altersklasse            | Senioren                              | Senioren                              | Senioren                              | Senioren                              | U20                                   | U20                                   | U20                                   | U20                                   | Zeitmessung                 | Zeitmessung                           | Zeitmessung                           |
| Altersklasse            | Männer                                | Männer                                | Frauen                                | Frauen                                | Männer                                | Männer                                | Frauen                                | Frauen                                | Zeitmessung                 | Zeitmessung                           | Zeitmessung                           |
| Disziplin               | F                                     | H                                     | F                                     | H                                     | F                                     | H                                     | F                                     | H                                     | v. e. Z.                    | Hz.                                   | Tz.                                   |
| Mehrkämpfe              | Mehrkämpfe                            | Mehrkämpfe                            | Mehrkämpfe                            | Mehrkämpfe                            | Mehrkämpfe                            | Mehrkämpfe                            | Mehrkämpfe                            | Mehrkämpfe                            | Mehrkämpfe                  | Mehrkämpfe                            | Mehrkämpfe                            |
| ----------------------- | ------------------------------------- | ------------------------------------- | ------------------------------------- | ------------------------------------- | ------------------------------------- | ------------------------------------- | ------------------------------------- | ------------------------------------- | --------------------------- | ------------------------------------- | ------------------------------------- |
| Fünfkampf               | Rotes X oder Kreuzchensymbol für nein | Rotes X oder Kreuzchensymbol für nein | Rotes X oder Kreuzchensymbol für nein | Grünes Häkchensymbol für ja           | Rotes X oder Kreuzchensymbol für nein | Rotes X oder Kreuzchensymbol für nein | Rotes X oder Kreuzchensymbol für nein | Grünes Häkchensymbol für ja           | Grünes Häkchensymbol für ja | Rotes X oder Kreuzchensymbol für nein | Rotes X oder Kreuzchensymbol für nein |
| Siebenkampf             | Rotes X oder Kreuzchensymbol für nein | Grünes Häkchensymbol für ja           | Grünes Häkchensymbol für ja           | Rotes X oder Kreuzchensymbol für nein | Rotes X oder Kreuzchensymbol für nein | Grünes Häkchensymbol für ja           | Grünes Häkchensymbol für ja           | Rotes X oder Kreuzchensymbol für nein | Grünes Häkchensymbol für ja | Rotes X oder Kreuzchensymbol für nein | Rotes X oder Kreuzchensymbol für nein |
| Zehnkampf               | Grünes Häkchensymbol für ja           | Rotes X oder Kreuzchensymbol für nein | Grünes Häkchensymbol für ja           | Rotes X oder Kreuzchensymbol für nein | Grünes Häkchensymbol für ja           | Rotes X oder Kreuzchensymbol für nein | Grünes Häkchensymbol für ja           | Rotes X oder Kreuzchensymbol für nein | Grünes Häkchensymbol für ja | Rotes X oder Kreuzchensymbol für nein | Rotes X oder Kreuzchensymbol für nein |
| Gehwettbewerbe (Bahn)   |                                       |                                       |                                       |                                       |                                       |                                       |                                       |                                       |                             |                                       |                                       |
| 3000-m-Gehen            | Rotes X oder Kreuzchensymbol für nein | Rotes X oder Kreuzchensymbol für nein | Rotes X oder Kreuzchensymbol für nein | Grünes Häkchensymbol für ja           | Rotes X oder Kreuzchensymbol für nein | Rotes X oder Kreuzchensymbol für nein | Rotes X oder Kreuzchensymbol für nein | Rotes X oder Kreuzchensymbol für nein | Grünes Häkchensymbol für ja | Grünes Häkchensymbol für ja           | Rotes X oder Kreuzchensymbol für nein |
| 5000-m-Gehen            | Rotes X oder Kreuzchensymbol für nein | Grünes Häkchensymbol für ja           | Rotes X oder Kreuzchensymbol für nein | Rotes X oder Kreuzchensymbol für nein | Rotes X oder Kreuzchensymbol für nein | Rotes X oder Kreuzchensymbol für nein | Rotes X oder Kreuzchensymbol für nein | Rotes X oder Kreuzchensymbol für nein | Grünes Häkchensymbol für ja | Grünes Häkchensymbol für ja           | Rotes X oder Kreuzchensymbol für nein |
| 10.000-m-Gehen          | Rotes X oder Kreuzchensymbol für nein | Rotes X oder Kreuzchensymbol für nein | Grünes Häkchensymbol für ja           | Rotes X oder Kreuzchensymbol für nein | Grünes Häkchensymbol für ja           | Rotes X oder Kreuzchensymbol für nein | Grünes Häkchensymbol für ja           | Rotes X oder Kreuzchensymbol für nein | Grünes Häkchensymbol für ja | Grünes Häkchensymbol für ja           | Rotes X oder Kreuzchensymbol für nein |
| 20.000-m-Gehen          | Grünes Häkchensymbol für ja           | Rotes X oder Kreuzchensymbol für nein | Grünes Häkchensymbol für ja           | Rotes X oder Kreuzchensymbol für nein | Rotes X oder Kreuzchensymbol für nein | Rotes X oder Kreuzchensymbol für nein | Rotes X oder Kreuzchensymbol für nein | Rotes X oder Kreuzchensymbol für nein | Grünes Häkchensymbol für ja | Grünes Häkchensymbol für ja           | Rotes X oder Kreuzchensymbol für nein |
| 30.000-m-Gehen          | Grünes Häkchensymbol für ja           | Rotes X oder Kreuzchensymbol für nein | Rotes X oder Kreuzchensymbol für nein | Rotes X oder Kreuzchensymbol für nein | Rotes X oder Kreuzchensymbol für nein | Rotes X oder Kreuzchensymbol für nein | Rotes X oder Kreuzchensymbol für nein | Rotes X oder Kreuzchensymbol für nein | Grünes Häkchensymbol für ja | Grünes Häkchensymbol für ja           | Rotes X oder Kreuzchensymbol für nein |
| 50.000-m-Gehen          | Grünes Häkchensymbol für ja           | Rotes X oder Kreuzchensymbol für nein | Grünes Häkchensymbol für ja           | Rotes X oder Kreuzchensymbol für nein | Rotes X oder Kreuzchensymbol für nein | Rotes X oder Kreuzchensymbol für nein | Rotes X oder Kreuzchensymbol für nein | Rotes X oder Kreuzchensymbol für nein | Grünes Häkchensymbol für ja | Grünes Häkchensymbol für ja           | Rotes X oder Kreuzchensymbol für nein |
| Staffelläufe            |                                       |                                       |                                       |                                       |                                       |                                       |                                       |                                       |                             |                                       |                                       |
| 4 × 100-m-Staffel       | Grünes Häkchensymbol für ja           | Rotes X oder Kreuzchensymbol für nein | Grünes Häkchensymbol für ja           | Rotes X oder Kreuzchensymbol für nein | Grünes Häkchensymbol für ja           | Rotes X oder Kreuzchensymbol für nein | Grünes Häkchensymbol für ja           | Rotes X oder Kreuzchensymbol für nein | Grünes Häkchensymbol für ja | Rotes X oder Kreuzchensymbol für nein | Rotes X oder Kreuzchensymbol für nein |
| 4 × 200-m-Staffel       | Grünes Häkchensymbol für ja           | Grünes Häkchensymbol für ja           | Grünes Häkchensymbol für ja           | Grünes Häkchensymbol für ja           | Rotes X oder Kreuzchensymbol für nein | Rotes X oder Kreuzchensymbol für nein | Rotes X oder Kreuzchensymbol für nein | Rotes X oder Kreuzchensymbol für nein | Grünes Häkchensymbol für ja | Rotes X oder Kreuzchensymbol für nein | Rotes X oder Kreuzchensymbol für nein |
| 4 × 400-m-Staffel       | Grünes Häkchensymbol für ja           | Grünes Häkchensymbol für ja           | Grünes Häkchensymbol für ja           | Grünes Häkchensymbol für ja           | Grünes Häkchensymbol für ja           | Rotes X oder Kreuzchensymbol für nein | Grünes Häkchensymbol für ja           | Rotes X oder Kreuzchensymbol für nein | Grünes Häkchensymbol für ja | Rotes X oder Kreuzchensymbol für nein | Rotes X oder Kreuzchensymbol für nein |
| 4 × 800-m-Staffel       | Grünes Häkchensymbol für ja           | Grünes Häkchensymbol für ja           | Grünes Häkchensymbol für ja           | Grünes Häkchensymbol für ja           | Rotes X oder Kreuzchensymbol für nein | Rotes X oder Kreuzchensymbol für nein | Rotes X oder Kreuzchensymbol für nein | Rotes X oder Kreuzchensymbol für nein | Grünes Häkchensymbol für ja | Grünes Häkchensymbol für ja           | Rotes X oder Kreuzchensymbol für nein |
| Medley-Staffel          | Grünes Häkchensymbol für ja           | Rotes X oder Kreuzchensymbol für nein | Grünes Häkchensymbol für ja           | Rotes X oder Kreuzchensymbol für nein | Rotes X oder Kreuzchensymbol für nein | Rotes X oder Kreuzchensymbol für nein | Rotes X oder Kreuzchensymbol für nein | Rotes X oder Kreuzchensymbol für nein | Grünes Häkchensymbol für ja | Grünes Häkchensymbol für ja           | Rotes X oder Kreuzchensymbol für nein |
| 4 × 1500-m-Staffel      | Grünes Häkchensymbol für ja           | Rotes X oder Kreuzchensymbol für nein | Grünes Häkchensymbol für ja           | Rotes X oder Kreuzchensymbol für nein | Rotes X oder Kreuzchensymbol für nein | Rotes X oder Kreuzchensymbol für nein | Rotes X oder Kreuzchensymbol für nein | Rotes X oder Kreuzchensymbol für nein | Grünes Häkchensymbol für ja | Grünes Häkchensymbol für ja           | Rotes X oder Kreuzchensymbol für nein |
| Straßenläufe            |                                       |                                       |                                       |                                       |                                       |                                       |                                       |                                       |                             |                                       |                                       |
| 5-km-Straßenlauf        | Grünes Häkchensymbol für ja           | Rotes X oder Kreuzchensymbol für nein | Grünes Häkchensymbol für ja           | Rotes X oder Kreuzchensymbol für nein | Rotes X oder Kreuzchensymbol für nein | Rotes X oder Kreuzchensymbol für nein | Rotes X oder Kreuzchensymbol für nein | Rotes X oder Kreuzchensymbol für nein | Grünes Häkchensymbol für ja | Grünes Häkchensymbol für ja           | Grünes Häkchensymbol für ja           |
| 10-km-Straßenlauf       | Grünes Häkchensymbol für ja           | Rotes X oder Kreuzchensymbol für nein | Grünes Häkchensymbol für ja           | Rotes X oder Kreuzchensymbol für nein | Rotes X oder Kreuzchensymbol für nein | Rotes X oder Kreuzchensymbol für nein | Rotes X oder Kreuzchensymbol für nein | Rotes X oder Kreuzchensymbol für nein | Grünes Häkchensymbol für ja | Grünes Häkchensymbol für ja           | Grünes Häkchensymbol für ja           |
| Halbmarathon            | Grünes Häkchensymbol für ja           | Rotes X oder Kreuzchensymbol für nein | Grünes Häkchensymbol für ja           | Rotes X oder Kreuzchensymbol für nein | Rotes X oder Kreuzchensymbol für nein | Rotes X oder Kreuzchensymbol für nein | Rotes X oder Kreuzchensymbol für nein | Rotes X oder Kreuzchensymbol für nein | Grünes Häkchensymbol für ja | Grünes Häkchensymbol für ja           | Grünes Häkchensymbol für ja           |
| Marathon                | Grünes Häkchensymbol für ja           | Rotes X oder Kreuzchensymbol für nein | Grünes Häkchensymbol für ja           | Rotes X oder Kreuzchensymbol für nein | Rotes X oder Kreuzchensymbol für nein | Rotes X oder Kreuzchensymbol für nein | Rotes X oder Kreuzchensymbol für nein | Rotes X oder Kreuzchensymbol für nein | Grünes Häkchensymbol für ja | Grünes Häkchensymbol für ja           | Grünes Häkchensymbol für ja           |
| 100-km-Straßenlauf      | Grünes Häkchensymbol für ja           | Rotes X oder Kreuzchensymbol für nein | Grünes Häkchensymbol für ja           | Rotes X oder Kreuzchensymbol für nein | Rotes X oder Kreuzchensymbol für nein | Rotes X oder Kreuzchensymbol für nein | Rotes X oder Kreuzchensymbol für nein | Rotes X oder Kreuzchensymbol für nein | Grünes Häkchensymbol für ja | Grünes Häkchensymbol für ja           | Grünes Häkchensymbol für ja           |
| Straßenstaffel          | Grünes Häkchensymbol für ja           | Rotes X oder Kreuzchensymbol für nein | Grünes Häkchensymbol für ja           | Rotes X oder Kreuzchensymbol für nein | Rotes X oder Kreuzchensymbol für nein | Rotes X oder Kreuzchensymbol für nein | Rotes X oder Kreuzchensymbol für nein | Rotes X oder Kreuzchensymbol für nein | Grünes Häkchensymbol für ja | Grünes Häkchensymbol für ja           | Grünes Häkchensymbol für ja           |
| Gehwettbewerbe (Straße) |                                       |                                       |                                       |                                       |                                       |                                       |                                       |                                       |                             |                                       |                                       |
| 10-km-Gehen             | Rotes X oder Kreuzchensymbol für nein | Rotes X oder Kreuzchensymbol für nein | Rotes X oder Kreuzchensymbol für nein | Rotes X oder Kreuzchensymbol für nein | Grünes Häkchensymbol für ja           | Rotes X oder Kreuzchensymbol für nein | Grünes Häkchensymbol für ja           | Rotes X oder Kreuzchensymbol für nein | Grünes Häkchensymbol für ja | Grünes Häkchensymbol für ja           | Grünes Häkchensymbol für ja           |
| 20-km-Gehen             | Grünes Häkchensymbol für ja           | Rotes X oder Kreuzchensymbol für nein | Grünes Häkchensymbol für ja           | Rotes X oder Kreuzchensymbol für nein | Rotes X oder Kreuzchensymbol für nein | Rotes X oder Kreuzchensymbol für nein | Rotes X oder Kreuzchensymbol für nein | Rotes X oder Kreuzchensymbol für nein | Grünes Häkchensymbol für ja | Grünes Häkchensymbol für ja           | Grünes Häkchensymbol für ja           |
| 50-km-Gehen             | Grünes Häkchensymbol für ja           | Rotes X oder Kreuzchensymbol für nein | Grünes Häkchensymbol für ja           | Rotes X oder Kreuzchensymbol für nein | Rotes X oder Kreuzchensymbol für nein | Rotes X oder Kreuzchensymbol für nein | Rotes X oder Kreuzchensymbol für nein | Rotes X oder Kreuzchensymbol für nein | Grünes Häkchensymbol für ja | Grünes Häkchensymbol für ja           | Grünes Häkchensymbol für ja           |

| Kürzel   | Bedeutung                                     |
| -------- | --------------------------------------------- |
| F        | Freiluft                                      |
| H        | Halle                                         |
| v. e. Z. | vollautomatisch elektronisch gemessene Zeiten |
| Hz.      | Handzeiten                                    |
| Tz.      | Transponderzeiten                             |

## Hinweise zu den Tabellen
Namens- und Staatsbürgerschaftskonventionen
In den Listen werden die Athleten mit den Namen und der Staatsbürgerschaft geführt, welche sie zur Zeit der Aufstellung der Bestmarke hatten. So führt World Athletics offiziell die Rekorde. Als Konsequenz daraus können Athleten unter mehreren verschiedenen Namen und Staatsbürgerschaften Rekorde führen. In der folgenden Übersicht, sind Athleten aufgeführt, die unter verschiedenen Namen und/oder Staatsbürgerschaften Rekorde halten. Auf Erklärungen zur Namens- und/oder Staatsbürgerschaftswechsel wird hier verzichtet.
| Name (ehemalig)                                                                                             | Land (ehemalig) | Name (gegenwärtig)  | Land (gegenwärtig) | Rekord                   | Führung unter        |
| --- | --------------- | ------------------- | ------------------ | ------------------------ | -------------------- |
| Stephen Cherono                                                                                             | KEN             | Saif Saaeed Shaheen | QAT                | 3000 m Hindernis (WR)    | Saif Saaeed Shaheen  |
| Stephen Cherono                                                                                             | KEN             | Saif Saaeed Shaheen | QAT                | 3000 m Hindernis (WU20R) | Stephen Cherono      |
| William Biwott Tanui                                                                                        | KEN             | İlham Tanui Özbilen | TUR                | 1 Meile (WU20R)          | William Biwott Tanui |
| Heike Daute                                                                                                 | GDR             | Heike Drechsler     | GER                | Weitsprung (WIR)         | Heike Drechsler      |
| Heike Daute                                                                                                 | GDR             | Heike Drechsler     | GER                | Weitsprung (WU20R)       | Heike Daute          |
| Heike Daute                                                                                                 | GDR             | Heike Drechsler     | GER                | Weitsprung (WU20IR)      | Heike Daute          |
| Marlies Oelsner                                                                                             | GDR             | Marlies Göhr        | GER                | 100 m (WU20R)            | Marlies Oelsner      |
| Zola Budd                                                                                                   | GBR             | Zola Pieterse       | RSA                | 1 Meile (WU20R)          | Zola Budd            |
| Zola Budd                                                                                                   | GBR             | Zola Pieterse       | RSA                | 3000 m (WU20R)           | Zola Budd            |
| Legende: WR = Weltrekord, WIR = Hallenweltrekord, WU20R = U20-Weltrekord, und WU20IR = U20-Hallenweltrekord |                 |                     |                    |                          |                      |

Landeskürzel
In den Listen werden die Landeskürzel verwendet, die von World Athletics benutzt werden bzw. in der Vergangenheit benutzt wurden. Eine Übersicht kann IAAF World Records Progression - 2015 Edition entnommen werden.
Zur Ratifizierung ausstehende Bestleistungen
Ein Weltrekord wird von World Athletics offiziell geführt, sobald dieser ratifiziert wurde. Nach der Ratifizierung wird die offizielle Liste der Weltrekorde aktualisiert (Regel 260.10c). Um die Listen im Artikel aktuell zu halten, wird ein neuer Weltrekord, dessen Ratifizierung aussteht, in den Listen parallel mit dem alten Weltrekord geführt. Der alte Weltrekord behält seine Gültigkeit, bis die neue Bestleistung ratifiziert wurde.
Kennzeichnung besonderer Leistungen
Bestimmte Außenbedingungen können Leistungen beeinflussen. Leistungen, die unter außergewöhnlichen Bedingungen entstanden sind, werden in der Literatur mit bestimmten wiederkehrenden Kürzeln hervorgehoben. Beispielsweise begünstigen große Höhen bessere Leistungen. Einige dieser Kürzel werden auch offiziell von World Athletics eingesetzt. Die Verwendung solcher Kürzel wurde für die Listen auf ein Mindestmaß reduziert. Es werden verwendet:
| Kürzel      | Bedeutung |
| ----------- | --- |
| A           | In einer Höhe von 1000 Meter oder mehr aufgestellt                                                                |
| i           | In der Halle erzielt                                                                                              |
| w           | Durch Wind begünstigt (der Rückwind betrug mehr als 2 m/s)                                                        |
| +           | Rekord aufgestellt auf einer Teilstrecke einer größeren Strecke                                                   |
| OT          | Überdimensionierte Laufbahn. In der Halle z. B. dürfen die Laufbahnen nicht länger als 220 Yards (201,17 m) sein. |
| (±X,X)      | In Klammern: Wind in Metern pro Sekunde (Minus-Angaben: Gegenwind, Plus-Angabe: Rückenwind)                       |
| auto        | Automatisch gemessene Zeiten.                                                                                     |
| aufgerundet | Die gemessene Zeit wurde aufgerundet. Entsprechend dem Reglement zum Zeitpunkt der Aufstellung der Bestleistung.  |
| Wo          | Women only: Nur Frauen im gewerteten Wettbewerb                                                                   |
| Mx          | Mixed gender race: Männer und Frauen in gemeinsamem Wettbewerb                                                    |

## Freiluftweltrekorde

### Olympische Disziplinen

#### Männer (24 Disziplinen)
| Disziplin              | Leistung                              | Sportler | Land | Datum          | Ort               |
| ---------------------- | ------------------------------------- | --- | ---- | -------------- | ----------------- |
| 100 m                  | 9,58 s (+0,9)                         | Usain Bolt | JAM  | 16.08.2009     | Berlin            |
| 200 m                  | 19,19 s (−0,3)                        | Usain Bolt | JAM  | 20.08.2009     | Berlin            |
| 400 m                  | 43,03 s                               | Wayde van Niekerk | RSA  | 14.08.2016     | Rio de Janeiro    |
| 800 m                  | 1:40,91 min                           | David Rudisha | KEN  | 09.08.2012     | London            |
| 1500 m                 | 3:26,00 min                           | Hicham El Guerrouj | MAR  | 14.07.1998     | Rom               |
| 5000 m                 | 12:35,36 min                          | Joshua Cheptegei | UGA  | 14.08.2020     | Monaco            |
| 10.000 m               | 26:11,00 min                          | Joshua Cheptegei | UGA  | 07.10.2020     | Valencia          |
| Marathon               | 2:00:35 h                             | Kelvin Kiptum | KEN  | 08.10.2023     | Chicago           |
| 110 m Hürden           | 12,80 s (+0,3)                        | Aries Merritt | USA  | 07.09.2012     | Brüssel           |
| 400 m Hürden           | 45,94 s                               | Karsten Warholm | NOR  | 03.08.2021     | Tokio             |
| 3000 m Hindernis       | 7:52,11 min                           | Lamecha Girma | ETH  | 09.06.2023     | Paris             |
| 4 × 100-m-Staffel      | 36,84 s                               | Nesta Carter | JAM  | 11.08.2012     | London            |
| 4 × 100-m-Staffel      | 36,84 s                               | Michael Frater | JAM  | 11.08.2012     | London            |
| 4 × 100-m-Staffel      | 36,84 s                               | Yohan Blake | JAM  | 11.08.2012     | London            |
| 4 × 100-m-Staffel      | 36,84 s                               | Usain Bolt | JAM  | 11.08.2012     | London            |
| 4 × 400-m-Staffel      | 2:54,29 min                           | Andrew Valmon | USA  | 22.08.1993     | Stuttgart         |
| 4 × 400-m-Staffel      | 2:54,29 min                           | Quincy Watts | USA  | 22.08.1993     | Stuttgart         |
| 4 × 400-m-Staffel      | 2:54,29 min                           | Harry Reynolds | USA  | 22.08.1993     | Stuttgart         |
| 4 × 400-m-Staffel      | 2:54,29 min                           | Michael Johnson | USA  | 22.08.1993     | Stuttgart         |
| 4 × 400-m-Staffel      | 2:54,20 min (annulliert)              | Jerome Young | USA  | 22.07.1998     | Uniondale         |
| 4 × 400-m-Staffel      | 2:54,20 min (annulliert)              | Antonio Pettigrew | USA  | 22.07.1998     | Uniondale         |
| 4 × 400-m-Staffel      | 2:54,20 min (annulliert)              | Tyree Washington | USA  | 22.07.1998     | Uniondale         |
| 4 × 400-m-Staffel      | 2:54,20 min (annulliert)              | Michael Johnson | USA  | 22.07.1998     | Uniondale         |
| 20-km-Gehen (Straße)   | 1:16:10 h                             | Toshikazu Yamanishi | JPN  | 16.02.2025     | Kōbe              |
| 50-km-Gehen (Straße)   | 3:32:33 h                             | Yohann Diniz | FRA  | 15.08.2014     | Zürich            |
| Hochsprung             | 2,45 m                                | Javier Sotomayor | CUB  | 27.07.1993     | Salamanca         |
| Stabhochsprung         | 6,29 m                                | Armand Duplantis | SWE  | 12.08.2025     | Budapest          |
| Weitsprung             | 8,95 m (+0,3)                         | Mike Powell | USA  | 30.08.1991     | Tokio             |
| Weitsprung             | 8,99 m A w (+4,4) (nicht ratifiziert) | Mike Powell | USA  | 21.07.1992     | Sestriere         |
| Dreisprung             | 18,29 m (+1,3)                        | Jonathan Edwards | GBR  | 07.08.1995     | Göteborg          |
| Dreisprung             | 18,43 m w (+2,4) (nicht ratifiziert)  | Jonathan Edwards | GBR  | 25.06.1995     | Villeneuve-d’Ascq |
| Kugelstoßen            | 23,56 m                               | Ryan Crouser | USA  | 27.05.2023     | Los Angeles       |
| Diskuswurf             | 75,56 m                               | Mykolas Alekna | LIT  | 13.04.2025     | Ramona            |
| Hammerwurf             | 86,74 m                               | Jurij Sjedych | URS  | 30.08.1986     | Stuttgart         |
| Speerwurf              | 98,48 m                               | Jan Železný | CZE  | 25.05.1996     | Jena              |
| Zehnkampf              | 9126 Punkte                           | Kevin Mayer | FRA  | 15./16.09.2018 | Talence           |
| Zehnkampf              | 9126 Punkte                           | 10,55 s (100 m), 7,80 m (Weitsprung), 16,00 m (Kugelstoßen), 2,05 m (Hochsprung), 48,42 s (400 m) / 13,75 s (110 m Hürden), 50,54 m (Diskuswurf), 5,45 m (Stabhochsprung), 71,90 m (Speerwurf), 4:36,11 min (1500 m) |      |                |                   |
| Stand: 12. August 2025 |                                       | |      |                |                   |

#### Frauen (23 Disziplinen)
| Disziplin             | Leistung                              | Sportlerinnen | Land | Datum          | Ort            |
| --------------------- | ------------------------------------- | --- | ---- | -------------- | -------------- |
| 100 m                 | 10,49 s (0,0)                         | Florence Griffith-Joyner | USA  | 16.07.1988     | Indianapolis   |
| 200 m                 | 21,34 s (+1,3)                        | Florence Griffith-Joyner | USA  | 29.09.1988     | Seoul          |
| 400 m                 | 47,60 s                               | Marita Koch | GDR  | 06.10.1985     | Canberra       |
| 800 m                 | 1:53,28 min                           | Jarmila Kratochvílová | TCH  | 26.07.1983     | München        |
| 1500 m                | 3:48,68 min                           | Faith Kipyegon | KEN  | 05.07.2025     | Eugene         |
| 5000 m                | 13:58,06 min                          | Beatrice Chebet | KEN  | 05.07.2025     | Eugene         |
| 10.000 m              | 28:54,14 min                          | Beatrice Chebet | KEN  | 25.05.2024     | Eugene         |
| Marathon              | 2:09:56 h (Mixed-Lauf)                | Ruth Chepngetich | KEN  | 13.10.2024     | Chicago        |
| Marathon              | 2:15:50 h (Frauenlauf)                | Tigist Assefa | ETH  | 28.04.2025     | London         |
| 100 m Hürden          | 12,12 s                               | Tobi Amusan | NGA  | 24.07.2022     | Eugene         |
| 400 m Hürden          | 50,37 s                               | Sydney McLaughlin-Levrone | USA  | 08.08.2024     | Paris          |
| 3000 m Hindernis      | 8:44,32 min                           | Beatrice Chepkoech | KEN  | 20.07.2018     | Monaco         |
| 4 × 100-m-Staffel     | 40,82 s                               | Tianna Madison | USA  | 10.08.2012     | London         |
| 4 × 100-m-Staffel     | 40,82 s                               | Allyson Felix | USA  | 10.08.2012     | London         |
| 4 × 100-m-Staffel     | 40,82 s                               | Bianca Knight | USA  | 10.08.2012     | London         |
| 4 × 100-m-Staffel     | 40,82 s                               | Carmelita Jeter | USA  | 10.08.2012     | London         |
| 4 × 400-m-Staffel     | 3:15,17 min                           | Tazzjana Ljadouskaja | URS  | 01.10.1988     | Seoul          |
| 4 × 400-m-Staffel     | 3:15,17 min                           | Olga Nasarowa | URS  | 01.10.1988     | Seoul          |
| 4 × 400-m-Staffel     | 3:15,17 min                           | Marija Pinigina | URS  | 01.10.1988     | Seoul          |
| 4 × 400-m-Staffel     | 3:15,17 min                           | Olha Bryshina | URS  | 01.10.1988     | Seoul          |
| 20-km-Gehen           | 1:23:49 h                             | Yang Jiayu | CHN  | 20.03.2021     | Huangshan      |
| 20-km-Gehen           | 1:23:39 h (nicht ratifiziert)         | Jelena Laschmanowa | RUS  | 09.06.2018     | Tscheboksary   |
| Hochsprung            | 2,10 m                                | Jaroslawa Mahutschich | UKR  | 07.07.2024     | Paris          |
| Stabhochsprung        | 5,06 m                                | Jelena Issinbajewa | RUS  | 28.08.2009     | Zürich         |
| Weitsprung            | 7,52 m (+1,4)                         | Galina Tschistjakowa | URS  | 11.06.1988     | Leningrad      |
| Weitsprung            | 7,63 m A w (+2,1) (nicht ratifiziert) | Heike Drechsler | GER  | 21.07.1992     | Sestriere      |
| Dreisprung            | 15,67 m (+0,7)                        | Yulimar Rojas | VEN  | 01.08.2021     | Tokio          |
| Kugelstoßen           | 22,63 m                               | Natalja Lissowskaja | URS  | 07.06.1987     | Moskau         |
| Diskuswurf            | 76,80 m                               | Gabriele Reinsch | GDR  | 09.07.1988     | Neubrandenburg |
| Hammerwurf            | 82,98 m                               | Anita Włodarczyk | POL  | 28.08.2016     | Warschau       |
| Speerwurf             | 72,28 m                               | Barbora Špotáková | CZE  | 13.09.2008     | Stuttgart      |
| Siebenkampf           | 7291 Punkte                           | Jackie Joyner-Kersee | USA  | 23./24.09.1988 | Seoul          |
| Siebenkampf           | 7291 Punkte                           | 12,69 s (100 m Hürden), 1,86 m (Hochsprung), 15,80 m (Kugelstoßen), 22,56 s (200 m) / 7,27 m (Weitsprung), 45,66 m (Speerwurf), 2:08,51 min (800 m) |      |                |                |
| Stand: 8. August 2024 |                                       | |      |                |                |

#### Universal (1 Disziplin)
| Disziplin               | Leistung    | Sportler/innen | Land | Datum     | Ort         |
| ----------------------- | ----------- | -------------- | ---- | --------- | ----------- |
| 4 × 400-m-Mixed-Staffel | 3:07,41 min | Vernon Norwood | USA  | 2.08.2024 | Saint-Denis |
| 4 × 400-m-Mixed-Staffel | 3:07,41 min | Shamier Little | USA  | 2.08.2024 | Saint-Denis |
| 4 × 400-m-Mixed-Staffel | 3:07,41 min | Bryce Deadmon  | USA  | 2.08.2024 | Saint-Denis |
| 4 × 400-m-Mixed-Staffel | 3:07,41 min | Kaylyn Brown   | USA  | 2.08.2024 | Saint-Denis |
| Stand: 2. August 2024   |             |                |      |           |             |

### Nichtolympische Disziplinen

#### Männer (20 Disziplinen)
| Disziplin                                                      | Leistung      | Sportler                  | Land | Datum      | Ort       |
| -------------------------------------------------------------- | ------------- | ------------------------- | ---- | ---------- | --------- |
| 1000 m                                                         | 2:11,96 min   | Noah Ngeny                | KEN  | 05.09.1999 | Rieti     |
| 1 Meile                                                        | 3:43,13 min   | Hicham El Guerrouj        | MAR  | 07.07.1999 | Rom       |
| 2000 m                                                         | 4:43,13 min   | Jakob Ingebrigtsen        | NOR  | 08.09.2023 | Brüssel   |
| 3000 m                                                         | 7:17,55 min   | Jakob Ingebrigtsen        | NOR  | 25.08.2024 | Chorzow   |
| 20.000 m                                                       | 56:20,02 min  | Bashir Abdi               | BEL  | 04.09.2020 | Brüssel   |
| 1 Stunde                                                       | 21.330 m      | Mo Farah                  | GBR  | 04.09.2020 | Brüssel   |
| 25.000 m                                                       | 1:12:25,4 h + | Moses Cheruiyot Mosop     | KEN  | 03.06.2011 | Eugene    |
| 30.000 m                                                       | 1:26:47,4 h   | Moses Cheruiyot Mosop     | KEN  | 03.06.2011 | Eugene    |
| 5-km-Straßenlauf                                               | 12:51 min     | Joshua Cheptegei          | UGA  | 16.02.2020 | Monaco    |
| 10-km-Straßenlauf                                              | 26:24 min     | Rhonex Kipruto            | KEN  | 12.01.2020 | Valencia  |
| Halbmarathon                                                   | 56:42 min     | Jacob Kiplimo             | UGA  | 16.02.2025 | Barcelona |
| 100-km-Straßenlauf                                             | 6:05:35 h     | Aleksandr Sorokin         | LTU  | 14.05.2023 | Vilnius   |
| 4 × 200-m-Staffel                                              | 1:18,63 min   | Nickel Ashmeade           | JAM  | 24.05.2014 | Nassau    |
| 4 × 200-m-Staffel                                              | 1:18,63 min   | Warren Weir               | JAM  | 24.05.2014 | Nassau    |
| 4 × 200-m-Staffel                                              | 1:18,63 min   | Jermaine Brown            | JAM  | 24.05.2014 | Nassau    |
| 4 × 200-m-Staffel                                              | 1:18,63 min   | Yohan Blake               | JAM  | 24.05.2014 | Nassau    |
| 4 × 800-m-Staffel                                              | 7:02,43 min   | Joseph Mwengi Mutua       | KEN  | 25.08.2006 | Brüssel   |
| 4 × 800-m-Staffel                                              | 7:02,43 min   | William Yiampoy           | KEN  | 25.08.2006 | Brüssel   |
| 4 × 800-m-Staffel                                              | 7:02,43 min   | Ismael Kipngetich Kombich | KEN  | 25.08.2006 | Brüssel   |
| 4 × 800-m-Staffel                                              | 7:02,43 min   | Wilfred Bungei            | KEN  | 25.08.2006 | Brüssel   |
| Medley-Staffel (1200 m - 400 m - 800 m - 1600 m)               | 9:15,50 min   | Kyle Merber               | USA  | 03.05.2015 | Nassau    |
| Medley-Staffel (1200 m - 400 m - 800 m - 1600 m)               | 9:15,50 min   | Brycen Spratling          | USA  | 03.05.2015 | Nassau    |
| Medley-Staffel (1200 m - 400 m - 800 m - 1600 m)               | 9:15,50 min   | Brandon Johnson           | USA  | 03.05.2015 | Nassau    |
| Medley-Staffel (1200 m - 400 m - 800 m - 1600 m)               | 9:15,50 min   | Ben Blankenship           | USA  | 03.05.2015 | Nassau    |
| 4 × 1500-m-Staffel                                             | 14:22,22 min  | Collins Cheboi            | KEN  | 25.05.2014 | Nassau    |
| 4 × 1500-m-Staffel                                             | 14:22,22 min  | Silas Kiplagat            | KEN  | 25.05.2014 | Nassau    |
| 4 × 1500-m-Staffel                                             | 14:22,22 min  | James Kiplagat            | KEN  | 25.05.2014 | Nassau    |
| 4 × 1500-m-Staffel                                             | 14:22,22 min  | Asbel Kiprop              | KEN  | 25.05.2014 | Nassau    |
| Straßenstaffel (5 km - 10 km - 5 km - 10 km - 5 km - 7,195 km) | 1:57:06 h     | Josphat Muchiri Ndambiri  | KEN  | 23.11.2005 | Chiba     |
| Straßenstaffel (5 km - 10 km - 5 km - 10 km - 5 km - 7,195 km) | 1:57:06 h     | Martin Irungu Mathathi    | KEN  | 23.11.2005 | Chiba     |
| Straßenstaffel (5 km - 10 km - 5 km - 10 km - 5 km - 7,195 km) | 1:57:06 h     | Daniel Muchunu Mwangi     | KEN  | 23.11.2005 | Chiba     |
| Straßenstaffel (5 km - 10 km - 5 km - 10 km - 5 km - 7,195 km) | 1:57:06 h     | Mekubo Mogusu             | KEN  | 23.11.2005 | Chiba     |
| Straßenstaffel (5 km - 10 km - 5 km - 10 km - 5 km - 7,195 km) | 1:57:06 h     | Onesmus Nyerre            | KEN  | 23.11.2005 | Chiba     |
| Straßenstaffel (5 km - 10 km - 5 km - 10 km - 5 km - 7,195 km) | 1:57:06 h     | John Kariuki              | KEN  | 23.11.2005 | Chiba     |
| 20.000-m-Gehen                                                 | 1:17:25,6 h   | Bernardo Segura           | MEX  | 07.05.1994 | Bergen    |
| 30.000-m-Gehen                                                 | 2:01:44,1 h   | Maurizio Damilano         | ITA  | 03.10.1992 | Cuneo     |
| 50.000-m-Gehen                                                 | 3:35:27,2 h   | Yohann Diniz              | FRA  | 12.03.2011 | Reims     |
| Stand: 14. September 2023                                      |               |                           |      |            |           |

#### Frauen (22 Disziplinen)
| Disziplin                                                      | Leistung                                                              | Sportlerinnen | Land                                      | Datum                                     | Ort                                       |
| -------------------------------------------------------------- | --------------------------------------------------------------------- | --- | ----------------------------------------- | ----------------------------------------- | ----------------------------------------- |
| 1000 m                                                         | 2:28,98 min                                                           | Swetlana Masterkowa | RUS                                       | 23.08.1996                                | Brüssel                                   |
| 1 Meile                                                        | 4:07,64 min                                                           | Faith Kipyegon | KEN                                       | 21.07.2023                                | Monaco                                    |
| 2000 m                                                         | 5:19,70 min                                                           | Jessica Hull | AUS                                       | 12.07.2024                                | Monaco                                    |
| 3000 m                                                         | 8:06,11 min                                                           | Wang Junxia | CHN                                       | 13.09.1993                                | Peking                                    |
| 1 Stunde                                                       | 18.930 m                                                              | Sifan Hassan | NED                                       | 04.09.2020                                | Brüssel                                   |
| 20.000 m                                                       | 1:05:26,6 h                                                           | Tegla Loroupe | KEN                                       | 03.09.2000                                | Borgholzhausen                            |
| 25.000 m                                                       | 1:27:05,9 h                                                           | Tegla Loroupe | KEN                                       | 21.09.2002                                | Mengerskirchen                            |
| 30.000 m                                                       | 1:45:50,0 h                                                           | Tegla Loroupe | KEN                                       | 06.06.2003                                | Warstein                                  |
| 5-km-Straßenlauf                                               | 14:43 min (Mixed-Lauf)                                                | Beatrice Chepkoech | KEN                                       | 14.02.2021                                | Monaco                                    |
| 5-km-Straßenlauf                                               | 14:41 min (Mixed-Lauf; noch nicht ratifiziert)                        | Dawit Seyaum | ETH                                       | 06.11.2021                                | Lille                                     |
| 5-km-Straßenlauf                                               | 14:44 min (Frauenlauf)                                                | Sifan Hassan | NED                                       | 17.02.2019                                | Monaco                                    |
| 5-km-Straßenlauf                                               | 14:29 min (Frauenlauf; noch nicht ratifiziert)                        | Senbere Teferi | ETH                                       | 12.09.2021                                | Herzogenaurach                            |
| 10-km-Straßenlauf                                              | 29:43 min (Mixed-Lauf)                                                | Joyciline Jepkosgei | KEN                                       | 09.09.2017                                | Prag                                      |
| 10-km-Straßenlauf                                              | 29:38 min (Mixed-Lauf; noch nicht ratifiziert)                        | Kalkidan Gezahegne | BHR                                       | 03.10.2021                                | Genf                                      |
| 10-km-Straßenlauf                                              | 30:29 min (Frauenlauf)                                                | Asmae Leghzaoui | MAR                                       | 08.06.2002                                | New York City                             |
| 10-km-Straßenlauf                                              | 30:01 min (Frauenlauf; noch nicht ratifiziert)                        | Agnes Jebet Tirop | KEN                                       | 12.09.2021                                | Herzogenaurach                            |
| Halbmarathon                                                   | 1:02:52 h (Mixed-Lauf)                                                | Letesenbet Gidey | ETH                                       | 24.10.2021                                | Valencia                                  |
| Halbmarathon                                                   | 1:05:16 h (Frauenlauf)                                                | Peres Jepchirchir | KEN                                       | 17.10.2020                                | Gdynia                                    |
| 100-km-Straßenlauf                                             | 6:33:11 h (Mixed-Lauf)                                                | Tomoe Abe | JPN                                       | 25.06.2000                                | Kitami                                    |
| 100-km-Straßenlauf                                             | Für einen reinen Frauenlauf wurde bisher kein Weltrekord ratifiziert. | |                                           |                                           |                                           |
| 4 × 200-m-Staffel                                              | 1:27,46 min                                                           | LaTasha Jenkins | USA                                       | 29.04.2000                                | Philadelphia                              |
| 4 × 200-m-Staffel                                              | 1:27,46 min                                                           | LaTasha Colander | USA                                       | 29.04.2000                                | Philadelphia                              |
| 4 × 200-m-Staffel                                              | 1:27,46 min                                                           | Nanceen Perry | USA                                       | 29.04.2000                                | Philadelphia                              |
| 4 × 200-m-Staffel                                              | 1:27,46 min                                                           | Marion Jones | USA                                       | 29.04.2000                                | Philadelphia                              |
| 4 × 800-m-Staffel                                              | 7:50,17 min                                                           | Nadija Olisarenko | URS                                       | 05.08.1984                                | Moskau                                    |
| 4 × 800-m-Staffel                                              | 7:50,17 min                                                           | Ljubow Gurina | URS                                       | 05.08.1984                                | Moskau                                    |
| 4 × 800-m-Staffel                                              | 7:50,17 min                                                           | Ljudmila Borissowa | URS                                       | 05.08.1984                                | Moskau                                    |
| 4 × 800-m-Staffel                                              | 7:50,17 min                                                           | Irina Podjalowskaja | URS                                       | 05.08.1984                                | Moskau                                    |
| Medley-Staffel (1200 m - 400 m - 800 m - 1600 m)               | 10:36,50 min                                                          | Treniere Moser | USA                                       | 02.05.2015                                | Nassau                                    |
| Medley-Staffel (1200 m - 400 m - 800 m - 1600 m)               | 10:36,50 min                                                          | Sanya Richards-Ross | USA                                       | 02.05.2015                                | Nassau                                    |
| Medley-Staffel (1200 m - 400 m - 800 m - 1600 m)               | 10:36,50 min                                                          | Ajee Wilson | USA                                       | 02.05.2015                                | Nassau                                    |
| Medley-Staffel (1200 m - 400 m - 800 m - 1600 m)               | 10:36,50 min                                                          | Shannon Rowbury | USA                                       | 02.05.2015                                | Nassau                                    |
| 4 × 1500-m-Staffel                                             | 16:27,02 min                                                          | Colleen Quigley | USA                                       | 31.07.2020                                | Portland                                  |
| 4 × 1500-m-Staffel                                             | 16:27,02 min                                                          | Elise Cranny | USA                                       | 31.07.2020                                | Portland                                  |
| 4 × 1500-m-Staffel                                             | 16:27,02 min                                                          | Karissa Schweizer | USA                                       | 31.07.2020                                | Portland                                  |
| 4 × 1500-m-Staffel                                             | 16:27,02 min                                                          | Shelby Houlihan | USA                                       | 31.07.2020                                | Portland                                  |
| Straßenstaffel (5 km - 10 km - 5 km - 10 km - 5 km - 7,195 km) | 2:11:41 h (Mixed-Lauf)                                                | Jiang Bo | CHN                                       | 28.02.1998                                | Peking                                    |
| Straßenstaffel (5 km - 10 km - 5 km - 10 km - 5 km - 7,195 km) | 2:11:41 h (Mixed-Lauf)                                                | Dong Yanmei | CHN                                       | 28.02.1998                                | Peking                                    |
| Straßenstaffel (5 km - 10 km - 5 km - 10 km - 5 km - 7,195 km) | 2:11:41 h (Mixed-Lauf)                                                | Zhao Fengting | CHN                                       | 28.02.1998                                | Peking                                    |
| Straßenstaffel (5 km - 10 km - 5 km - 10 km - 5 km - 7,195 km) | 2:11:41 h (Mixed-Lauf)                                                | Ma Zaijie | CHN                                       | 28.02.1998                                | Peking                                    |
| Straßenstaffel (5 km - 10 km - 5 km - 10 km - 5 km - 7,195 km) | 2:11:41 h (Mixed-Lauf)                                                | Lan Lixin | CHN                                       | 28.02.1998                                | Peking                                    |
| Straßenstaffel (5 km - 10 km - 5 km - 10 km - 5 km - 7,195 km) | 2:11:41 h (Mixed-Lauf)                                                | Lin Na | CHN                                       | 28.02.1998                                | Peking                                    |
| Straßenstaffel (5 km - 10 km - 5 km - 10 km - 5 km - 7,195 km) | 2:11:22 h (nicht ratifiziert) (Mixed-Lauf)                            | Berhane Adere | ETH                                       | 24.11.2003                                | Chiba                                     |
| Straßenstaffel (5 km - 10 km - 5 km - 10 km - 5 km - 7,195 km) | 2:11:22 h (nicht ratifiziert) (Mixed-Lauf)                            | Tirunesh Dibaba | ETH                                       | 24.11.2003                                | Chiba                                     |
| Straßenstaffel (5 km - 10 km - 5 km - 10 km - 5 km - 7,195 km) | 2:11:22 h (nicht ratifiziert) (Mixed-Lauf)                            | Eyerusalem Kuma | ETH                                       | 24.11.2003                                | Chiba                                     |
| Straßenstaffel (5 km - 10 km - 5 km - 10 km - 5 km - 7,195 km) | 2:11:22 h (nicht ratifiziert) (Mixed-Lauf)                            | Ejegayehu Dibaba | ETH                                       | 24.11.2003                                | Chiba                                     |
| Straßenstaffel (5 km - 10 km - 5 km - 10 km - 5 km - 7,195 km) | 2:11:22 h (nicht ratifiziert) (Mixed-Lauf)                            | Meseret Defar | ETH                                       | 24.11.2003                                | Chiba                                     |
| Straßenstaffel (5 km - 10 km - 5 km - 10 km - 5 km - 7,195 km) | 2:11:22 h (nicht ratifiziert) (Mixed-Lauf)                            | Werknesh Kidane | ETH                                       | 24.11.2003                                | Chiba                                     |
| Straßenstaffel (5 km - 10 km - 5 km - 10 km - 5 km - 7,195 km) | 2:16:04 h (Frauenlauf)                                                | Genet Gebregiorgis | ETH                                       | 13.04.1996                                | Kopenhagen                                |
| Straßenstaffel (5 km - 10 km - 5 km - 10 km - 5 km - 7,195 km) | 2:16:04 h (Frauenlauf)                                                | Berhane Adere | ETH                                       | 13.04.1996                                | Kopenhagen                                |
| Straßenstaffel (5 km - 10 km - 5 km - 10 km - 5 km - 7,195 km) | 2:16:04 h (Frauenlauf)                                                | Ayelech Worku | ETH                                       | 13.04.1996                                | Kopenhagen                                |
| Straßenstaffel (5 km - 10 km - 5 km - 10 km - 5 km - 7,195 km) | 2:16:04 h (Frauenlauf)                                                | Gete Wami | ETH                                       | 13.04.1996                                | Kopenhagen                                |
| Straßenstaffel (5 km - 10 km - 5 km - 10 km - 5 km - 7,195 km) | 2:16:04 h (Frauenlauf)                                                | Getenesh Urge | ETH                                       | 13.04.1996                                | Kopenhagen                                |
| Straßenstaffel (5 km - 10 km - 5 km - 10 km - 5 km - 7,195 km) | 2:16:04 h (Frauenlauf)                                                | Luchia Yishak | ETH                                       | 13.04.1996                                | Kopenhagen                                |
| 10.000-m-Gehen                                                 | 41:56,23 min                                                          | Nadeschda Rjaschkina | RUS                                       | 24.07.1990                                | Seattle                                   |
| 10.000-m-Gehen                                                 | 41:37,9 min (nicht ratifiziert)                                       | Gao Hongmiao | CHN                                       | 07.04.1994                                | Peking                                    |
| 20.000-m-Gehen                                                 | 1:26:52,3 h                                                           | Olimpiada Iwanowa | RUS                                       | 06.09.2001                                | Brisbane                                  |
| 50.000-m-Gehen                                                 | Bisher wurde kein Weltrekord ratifiziert.                             | Bisher wurde kein Weltrekord ratifiziert. | Bisher wurde kein Weltrekord ratifiziert. | Bisher wurde kein Weltrekord ratifiziert. | Bisher wurde kein Weltrekord ratifiziert. |
| 50-km-Gehen (Straße)                                           | 3:59:15 h                                                             | Liu Hong | CHN                                       | 09.03.2019                                | Huangshan                                 |
| 50-km-Gehen (Straße)                                           | 3:50:42 h (nicht ratifiziert)                                         | Jelena Laschmanowa | RUS                                       | 05.09.2020                                | Woronowo                                  |
| 50-km-Gehen (Straße)                                           | 3:57:08 h (nicht ratifiziert)                                         | Klawdija Afanassjewa | RUS                                       | 15.06.2019                                | Tscheboksary                              |
| Zehnkampf                                                      | 8358 Punkte                                                           | Austra Skujytė | LTU                                       | 14./15.04.2005                            | Columbia                                  |
| Zehnkampf                                                      | 8358 Punkte                                                           | 12,49 s (100 m), 46,19 m (Diskuswurf), 3,10 m (Stabhochsprung), 48,78 m (Speerwurf), 57,19 s (400 m) / 14,22 s (100 m Hürden), 6,12 m (Weitsprung), 16,42 m (Kugelstoßen), 1,78 m (Hochsprung), 5:15,86 min (1500 m) |                                           |                                           |                                           |
| Stand: 12. Juli 2024                                           |                                                                       | |                                           |                                           |                                           |

## Hallenweltrekorde
In der Leichtathletik werden für die Hallenwettkämpfe gesonderte Weltrekorde geführt. Normalerweise werden in der Halle nicht die Leistungen aus der Freiluftsaison erzielt. Das liegt daran, dass die Athleten die Hallensaison meist nur als Vorbereitung für die Freiluftsaison nutzen; die meisten Athleten haben im Winter nicht ihre Topform, sondern befinden sich noch im Aufbau (eine Ausnahme ist zum Beispiel der Stabhochsprung der Männer, wo der Weltrekord in der Halle erzielt wurde). Zudem sind auf der kürzeren und somit engeren Rundbahn von 200 Metern kaum so schnelle Zeiten wie auf der 400-Meter-Freiluftbahn zu erreichen.

### Männer (22 Disziplinen)
| Disziplin                              | Leistung                   | Sportler | Land       | Datum          | Ort              |
| -------------------------------------- | -------------------------- | --- | ---------- | -------------- | ---------------- |
| 50 m                                   | 5,56 s A                   | Donovan Bailey | CAN        | 09.02.1996     | Reno             |
| 50 m                                   | 5,55 s (annulliert)        | Ben Johnson | CAN        | 31.01.1987     | Ottawa           |
| 50 m                                   | 5,56 s (nicht ratifiziert) | Maurice Greene | USA        | 13.02.1999     | Los Angeles      |
| 60 m                                   | 6,34 s                     | Christian Coleman | USA        | 19.01.2018     | Clemson          |
| 200 m                                  | 19,92 s                    | Frank Fredericks | NAM        | 18.02.1996     | Liévin           |
| 400 m                                  | 44,49 s                    | Christopher Morales Williams | CAN        | 24.02.2024     | Fayetteville     |
| 800 m                                  | 1:42,67 min                | Wilson Kipketer | DEN        | 09.03.1997     | Bercy (Paris)    |
| 1000 m                                 | 2:14,20 min                | Ayanleh Souleiman | DJI        | 17.02.2016     | Stockholm        |
| 1500 m                                 | 3:29,63 min                | Jacob Ingebrigtsen | NOR        | 13.02.2025     | Liévin           |
| 1 Meile                                |                            | |            |                |                  |
| 3:47,01 min                            | Jacob Ingebrigtsen         | NOR | 13.02.2025 | Liévin         |                  |
| 3:46,63 min (Ratifizierung ausstehend) | Yared Nuguse               | USA | 08.02.2025 | New York       |                  |
| 3:45,14 min (Ratifizierung ausstehend) | Jakob Ingebrigtsen         | NOR | 13.02.2025 | Liévin         |                  |
| 3000 m                                 | 7:22,91 min                | Grant Fisher | USA        | 08.02.2025     | New York         |
| 5000 m                                 | 12:44,09 min               | Grant Fisher | USA        | 14.02.2025     | Boston           |
| 50 m Hürden                            | 6,25 s                     | Mark McKoy | CAN        | 05.03.1986     | Kōbe             |
| 60 m Hürden                            | 7,27 s                     | Grant Holloway | USA        | 16.02.2024     | Albuquerque      |
| 4 × 200-m-Staffel                      | 1:22,11 min                | Linford Christie | GBR        | 03.03.1991     | Glasgow          |
| 4 × 200-m-Staffel                      | 1:22,11 min                | Darren Braithwaite | GBR        | 03.03.1991     | Glasgow          |
| 4 × 200-m-Staffel                      | 1:22,11 min                | Ade Mafe | GBR        | 03.03.1991     | Glasgow          |
| 4 × 200-m-Staffel                      | 1:22,11 min                | John Regis | GBR        | 03.03.1991     | Glasgow          |
| 4 × 400-m-Staffel                      | 3:01,51 min                | Amere Lattin | USA        | 09.02.2019     | Clemson          |
| 4 × 400-m-Staffel                      | 3:01,51 min                | Obi Igbokwe | USA        | 09.02.2019     | Clemson          |
| 4 × 400-m-Staffel                      | 3:01,51 min                | Jermaine Holt | USA        | 09.02.2019     | Clemson          |
| 4 × 400-m-Staffel                      | 3:01,51 min                | Kahmari Montgomery | USA        | 09.02.2019     | Clemson          |
| 4 × 800-m-Staffel                      | 7:11,30 min                | Joe McAsey | USA        | 25.02.2018     | Boston           |
| 4 × 800-m-Staffel                      | 7:11,30 min                | Chris Giesting | USA        | 25.02.2018     | Boston           |
| 4 × 800-m-Staffel                      | 7:11,30 min                | Kyle Merber | USA        | 25.02.2018     | Boston           |
| 4 × 800-m-Staffel                      | 7:11,30 min                | Jesse Garn | USA        | 25.02.2018     | Boston           |
| 5000-m-Gehen                           | 18:07,08 min               | Michail Schtschennikow | RUS        | 14.02.1995     | Moskau           |
| Hochsprung                             | 2,43 m                     | Javier Sotomayor | CUB        | 04.03.1989     | Budapest         |
| Stabhochsprung                         | 6,27 m                     | Armand Duplantis | SWE        | 28.02.2025     | Clermont-Ferrand |
| Weitsprung                             | 8,79 m                     | Carl Lewis | USA        | 27.01.1984     | New York City    |
| Dreisprung                             | 18,07 m                    | Hugues Fabrice Zango | BUR        | 16.01.2021     | Aubière          |
| Kugelstoßen                            | 22,82 m                    | Ryan Crouser | USA        | 24.01.2021     | Fayetteville     |
| Siebenkampf                            | 6645 Punkte                | Ashton Eaton | USA        | 09./10.03.2012 | Istanbul         |
| Siebenkampf                            | 6645 Punkte                | 6,79 s (60 m), 8,16 m (Weitsprung), 14,56 m (Kugelstoßen), 2,03 m (Hochsprung) / 7,68 s (60 m Hürden), 5,20 m (Stabhochsprung), 2:32,77 min (1000 m) |            |                |                  |
| Stand: 24. Februar 2024                |                            | |            |                |                  |

### Frauen (22 Disziplinen)
| Disziplin           | Leistung                         | Sportlerinnen                                                                                              | Land | Datum      | Ort                |
| ------------------- | -------------------------------- | --- | ---- | ---------- | ------------------ |
| 50 m                | 5,96 s                           | Irina Priwalowa                                                                                            | RUS  | 09.02.1995 | Madrid             |
| 60 m                | 6,92 s                           | Irina Priwalowa                                                                                            | RUS  | 11.02.1993 | Madrid             |
| 60 m                | 6,92 s                           | Irina Priwalowa                                                                                            | RUS  | 09.02.1995 | Madrid             |
| 200 m               | 21,87 s                          | Merlene Ottey                                                                                              | JAM  | 13.02.1993 | Liévin             |
| 400 m               | 49,17 s                          | Femke Bol                                                                                                  | NED  | 02.03.2024 | Glasgow            |
| 800 m               | 1:55,82 min                      | Jolanda Čeplak                                                                                             | SLO  | 03.03.2002 | Wien               |
| 1000 m              | 2:30,94 min                      | Maria de Lurdes Mutola                                                                                     | MOZ  | 25.02.1999 | Stockholm          |
| 1500 m              | 3:53,09 min                      | Gudaf Tsegay                                                                                               | ETH  | 09.02.2021 | Liévin             |
| 1 Meile             | 4:07,64 min                      | Faith Kipyegon                                                                                             | KEN  | 21.07.2023 | Monaco             |
| 3000 m              | 8:16,60 min                      | Genzebe Dibaba                                                                                             | ETH  | 06.02.2014 | Stockholm          |
| 5000 m              | 14:18,86 min                     | Genzebe Dibaba                                                                                             | ETH  | 19.02.2015 | Stockholm          |
| 50 m Hürden         | 6,58 s                           | Cornelia Oschkenat                                                                                         | GDR  | 20.02.1988 | Berlin             |
| 60 m Hürden         | 7,65 s                           | Devynne Charlton                                                                                           | BAH  | 03.03.2024 | Glasgow            |
| 60 m Hürden         | 7,63 s (nicht ratifiziert)       | Ludmila Naroschilenko                                                                                      | RUS  | 04.03.1993 | Sevilla            |
| 4 × 200-m-Staffel   | 1:32,41 min                      | Jekaterina Kondratjewa                                                                                     | RUS  | 29.01.2005 | Glasgow            |
| 4 × 200-m-Staffel   | 1:32,41 min                      | Irina Chabarowa                                                                                            | RUS  | 29.01.2005 | Glasgow            |
| 4 × 200-m-Staffel   | 1:32,41 min                      | Julija Petschonkina                                                                                        | RUS  | 29.01.2005 | Glasgow            |
| 4 × 200-m-Staffel   | 1:32,41 min                      | Julija Guschtschina                                                                                        | RUS  | 29.01.2005 | Glasgow            |
| 4 × 400-m-Staffel   | 3:23,37 min                      | Julija Guschtschina                                                                                        | RUS  | 28.01.2006 | Glasgow            |
| 4 × 400-m-Staffel   | 3:23,37 min                      | Olga Kotljarowa                                                                                            | RUS  | 28.01.2006 | Glasgow            |
| 4 × 400-m-Staffel   | 3:23,37 min                      | Olga Saizewa                                                                                               | RUS  | 28.01.2006 | Glasgow            |
| 4 × 400-m-Staffel   | 3:23,37 min                      | Olesja Krasnomowez                                                                                         | RUS  | 28.01.2006 | Glasgow            |
| 4 × 800-m-Staffel   | 8:05,89 min                      | Chrishuna Williams                                                                                         | USA  | 03.02.2018 | New York City      |
| 4 × 800-m-Staffel   | 8:05,89 min                      | Raevyn Rogers                                                                                              | USA  | 03.02.2018 | New York City      |
| 4 × 800-m-Staffel   | 8:05,89 min                      | Charlene Lipsey                                                                                            | USA  | 03.02.2018 | New York City      |
| 4 × 800-m-Staffel   | 8:05,89 min                      | Ajeé Wilson                                                                                                | USA  | 03.02.2018 | New York City      |
| 3000-m-Gehen        | 11:40,33 min                     | Claudia Iovan                                                                                              | ROU  | 30.01.1999 | Bukarest           |
| 3000-m-Gehen        | 11:35,34 min (nicht ratifiziert) | Gillian O’Sullivan                                                                                         | IRL  | 15.02.2003 | Belfast            |
| Hochsprung          | 2,08 m                           | Kajsa Bergqvist                                                                                            | SWE  | 04.02.2006 | Arnstadt           |
| Stabhochsprung      | 5,02 m                           | Jennifer Suhr                                                                                              | USA  | 02.03.2013 | Albuquerque        |
| Stabhochsprung      | 5,03 m (nicht ratifiziert)       | Jennifer Suhr                                                                                              | USA  | 30.01.2016 | Brockport          |
| Weitsprung          | 7,37 m                           | Heike Drechsler                                                                                            | GDR  | 13.02.1988 | Wien               |
| Dreisprung          | 15,43 m                          | Yulimar Rojas                                                                                              | VEN  | 21.02.2020 | Madrid             |
| Kugelstoßen         | 22,50 m                          | Helena Fibingerová                                                                                         | TCH  | 19.02.1977 | Jablonec nad Nisou |
| Fünfkampf           | 5055 Punkte                      | Nafissatou Thiam                                                                                           | BEL  | 03.03.2023 | Istanbul           |
| Fünfkampf           | 5055 Punkte                      | 8,23 s (60 m Hürden), 1,92 m (Hochsprung), 15,54 m (Kugelstoßen), 6,59 m (Weitsprung), 2:13,60 min (800 m) |      |            |                    |
| Stand: 3. März 2024 |                                  | |      |            |                    |

## U20-Weltrekorde

### Männer (26 Disziplinen)
| Disziplin              | Leistung                             | Sportler | Land | Datum          | Ort               |
| ---------------------- | ------------------------------------ | --- | ---- | -------------- | ----------------- |
| 100 m                  | 9,91 s (+0,8 m/s)                    | Letsile Tebogo | BOT  | 02.08.2022     | Cali              |
| 200 m                  | 19,69 s                              | Erriyon Knighton | USA  | 26.06.2022     | Eugene            |
| 400 m                  | 43,87 s                              | Steve Lewis | USA  | 28.09.1988     | Seoul             |
| 800 m                  | 1:41,73 min                          | Nijel Amos | BOT  | 06.08.2012     | London            |
| 1000 m                 | 2:15,00 min                          | Benjamin Kipkurui | KEN  | 17.07.1999     | Nizza             |
| 1000 m                 | 2:13,93 min (nicht ratifiziert)      | Abubaker Kaki | SUD  | 22.07.2008     | Stockholm         |
| 1500 m                 | 3:28,81 min                          | Ronald Kwemoi | KEN  | 18.07.2014     | Monaco            |
| 1 Meile                | 3:48,06 min                          | Reynold Cheruiyot | KEN  | 16.09.2023     | Eugene            |
| 3000 m                 | 7:28,19 min                          | Yomif Kejelcha | ETH  | 27.08.2016     | Paris             |
| 5000 m                 | 12:43,02 min                         | Selemon Barega | ETH  | 31.08.2018     | Brüssel           |
| 10.000 m               | 26:41,75 min                         | Samuel Kamau Wanjiru | KEN  | 26.08.2005     | Brüssel           |
| 110 m Hürden (99,0 cm) | 12,72 s (+1,0)                       | Sasha Zhoya | FRA  | 21.08.2021     | Nairobi           |
| 110 m Hürden           | 13,12 s (+1,6)                       | Liu Xiang | CHN  | 02.07.2002     | Lausanne          |
| 400 m Hürden           | 47,34 s                              | Roshawn Clarke | JAM  | 21.08.2023     | Budapest          |
| 3000 m Hindernis       | 7:58,66 min                          | Stephen Cherono | KEN  | 24.08.2001     | Brüssel           |
| 4 × 100-m-Staffel      | 38,51 s                              | Mihlali Xhotyeni | RSA  | 22.08.2021     | Nairobi           |
| 4 × 100-m-Staffel      | 38,51 s                              | Sinesipho Dambile | RSA  | 22.08.2021     | Nairobi           |
| 4 × 100-m-Staffel      | 38,51 s                              | Letlhogonolo Moleyane | RSA  | 22.08.2021     | Nairobi           |
| 4 × 100-m-Staffel      | 38,51 s                              | Benjamin Richardson | RSA  | 22.08.2021     | Nairobi           |
| 4 × 400-m-Staffel      | 3:00,33 min                          | Zach Shinnick | USA  | 23.07.2017     | Trujillo          |
| 4 × 400-m-Staffel      | 3:00,33 min                          | Josephus Lyles | USA  | 23.07.2017     | Trujillo          |
| 4 × 400-m-Staffel      | 3:00,33 min                          | Brian Herron | USA  | 23.07.2017     | Trujillo          |
| 4 × 400-m-Staffel      | 3:00,33 min                          | Sean Hooper | USA  | 23.07.2017     | Trujillo          |
| 4 × 400-m-Staffel      | 2:59,30 min (noch nicht ratifiziert) | Frederick Lewis | USA  | 21.07.2019     | San José          |
| 4 × 400-m-Staffel      | 2:59,30 min (noch nicht ratifiziert) | Matthew Boling | USA  | 21.07.2019     | San José          |
| 4 × 400-m-Staffel      | 2:59,30 min (noch nicht ratifiziert) | Matthew Moorer | USA  | 21.07.2019     | San José          |
| 4 × 400-m-Staffel      | 2:59,30 min (noch nicht ratifiziert) | Justin Robinson | USA  | 21.07.2019     | San José          |
| 10.000-m-Gehen         | 38:46,4 min                          | Wiktor Burajew | RUS  | 20.05.2000     | Moskau            |
| 10-km-Gehen            | 37:44 min                            | Wang Zhen | CHN  | 18.09.2010     | Peking            |
| Hochsprung             | 2,37 m                               | Dragutin Topić | YUG  | 12.08.1990     | Plowdiw           |
| Hochsprung             | 2,37 m                               | Steve Smith | GBR  | 20.09.1992     | Seoul             |
| Stabhochsprung         | 6,05 m                               | Armand Duplantis | SWE  | 12.08.2018     | Berlin            |
| Weitsprung             | 8,35 m (+1,1)                        | Sergej Morgunow | RUS  | 20.06.2012     | Tscheboksary      |
| Dreisprung             | 17,75 m                              | Jaydon Hibbert | JAM  | 01.06.2024     | Kingston          |
| Kugelstoßen [6 kg]     | 23,00 m                              | Jacko Gill | NZL  | 18.08.2013     | Auckland          |
| Kugelstoßen [6 kg]     | 23,34 m (nicht ratifiziert)          | Konrad Bukowiecki | POL  | 19.07.2016     | Bydgoszcz         |
| Diskuswurf [1,75 kg]   | 71,37 m                              | Mika Sosna | GER  | 10.06.2022     | Schönebeck (Elbe) |
| Hammerwurf (6 kg)      | 85,57 m                              | Ashraf Amgad Elseify | QAT  | 14.07.2012     | Barcelona         |
| Speerwurf              | 86,48 m                              | Neeraj Chopra | IND  | 23.07.2016     | Bydgoszcz         |
| Zehnkampf              | 8397 Punkte                          | Torsten Voss | GDR  | 06./07.07.1982 | Erfurt            |
| Zehnkampf              | 8397 Punkte                          | 10,76 s (100 m), 7,66 m (Weitsprung), 14,41 m (Kugelstoßen), 2,09 m (Hochsprung), 48,37 s (400 m) / 14,37 s (110 m Hürden), 41,76 m (Diskuswurf), 4,80 m (Stabhochsprung), 62,90 m (Speerwurf), 4:34,04 min (1500 m) |      |                |                   |
| Zehnkampf              | 8435 Punkte (U20)                    | Niklas Kaul | GER  | 23.07.2017     | Grosseto          |
| Zehnkampf              | 8435 Punkte (U20)                    | 11,48 s (100 m), 7,20 m (Weitsprung), 15,37 m (Kugelstoßen), 2,05 m (Hochsprung), 48,42 s (400 m) / 14,55 s (110 m Hürden), 48,49 m (Diskuswurf), 4,70 m (Stabhochsprung), 68,05 m (Speerwurf), 4:15,52 min (1500 m) |      |                |                   |
| Stand: 1. Juni 2024    |                                      | |      |                |                   |

### Frauen (27 Disziplinen)
| Disziplin                 | Leistung                                                                      | Sportlerinnen | Land                                                                          | Datum                                                                         | Ort                                                                           |
| ------------------------- | ----------------------------------------------------------------------------- | --- | ----------------------------------------------------------------------------- | ----------------------------------------------------------------------------- | ----------------------------------------------------------------------------- |
| 100 m                     | 10,88 s (+2,0)                                                                | Marlies Oelsner | GDR                                                                           | 01.07.1977                                                                    | Dresden                                                                       |
| 100 m                     | 10,75 s (+1,6) (noch nicht ratifiziert)                                       | Sha'Carri Richardson | USA                                                                           | 08.06.2019                                                                    | Austin                                                                        |
| 200 m                     | 22,18 s (+0,8)                                                                | Allyson Felix | USA                                                                           | 25.08.2004                                                                    | Athen                                                                         |
| 200 m                     | 22,11 s A (−0,5) (nicht ratifiziert)                                          | Allyson Felix | USA                                                                           | 03.05.2003                                                                    | Mexiko-Stadt                                                                  |
| 200 m                     | 22,17 s (−1,3) (noch nicht ratifiziert)                                       | Sha'Carri Richardson | USA                                                                           | 08.06.2019                                                                    | Austin                                                                        |
| 400 m                     | 49,22 s                                                                       | Christine Mboma | NAM                                                                           | 17.04.2021                                                                    | Windhoek                                                                      |
| 800 m                     | 1:54,01 min                                                                   | Pamela Jelimo | KEN                                                                           | 29.08.2008                                                                    | Zürich                                                                        |
| 1000 m                    | 2:34,89 min                                                                   | Audrey Werro | CHE                                                                           | 17.06.2023                                                                    | Nizza                                                                         |
| 1500 m                    | 3:51,34 min                                                                   | Lang Yinglai | CHN                                                                           | 18.10.1997                                                                    | Shanghai                                                                      |
| 1 Meile                   | 4:17,57 min                                                                   | Zola Budd | GBR                                                                           | 21.08.1985                                                                    | Zürich                                                                        |
| 3000 m                    | 8:28,83 min                                                                   | Zola Budd | GBR                                                                           | 07.09.1985                                                                    | Rom                                                                           |
| 5000 m                    | 14:21,89 min                                                                  | Medina Eisa | ETH                                                                           | 14.09.2024                                                                    | Brüssel                                                                       |
| 10.000 m                  | 30:26,50 min                                                                  | Linet Chepkwemoi Masai | KEN                                                                           | 15.08.2008                                                                    | Peking                                                                        |
| 100 m Hürden              | 12,71 s (+1,3)                                                                | Britany Anderson | JAM                                                                           | 24.07.2019                                                                    | Joensuu                                                                       |
| 400 m Hürden              | 53,60 s                                                                       | Sydney McLaughlin | USA                                                                           | 27.04.2018                                                                    | Fayetteville                                                                  |
| 400 m Hürden              | 52,75 s (nicht ratifiziert)                                                   | Sydney McLaughlin | USA                                                                           | 13.05.2018                                                                    | Knoxville                                                                     |
| 3000 m Hindernis          | 8:58,78 min                                                                   | Celliphine Chepteek Chespol | KEN                                                                           | 26.05.2017                                                                    | Eugene                                                                        |
| 4 × 100-m-Staffel         | 42,59 s                                                                       | Serena Cole | JAM                                                                           | 05.08.2022                                                                    | Cali                                                                          |
| 4 × 100-m-Staffel         | 42,59 s                                                                       | Tina Clayton | JAM                                                                           | 05.08.2022                                                                    | Cali                                                                          |
| 4 × 100-m-Staffel         | 42,59 s                                                                       | Kerrica Hill | JAM                                                                           | 05.08.2022                                                                    | Cali                                                                          |
| 4 × 100-m-Staffel         | 42,59 s                                                                       | Tia Clayton | JAM                                                                           | 05.08.2022                                                                    | Cali                                                                          |
| 4 × 400-m-Staffel         | 3:27,60 min                                                                   | Alexandria Anderson | USA                                                                           | 18.07.2004                                                                    | Grosseto                                                                      |
| 4 × 400-m-Staffel         | 3:27,60 min                                                                   | Ashlee Kidd | USA                                                                           | 18.07.2004                                                                    | Grosseto                                                                      |
| 4 × 400-m-Staffel         | 3:27,60 min                                                                   | Stephanie Smith | USA                                                                           | 18.07.2004                                                                    | Grosseto                                                                      |
| 4 × 400-m-Staffel         | 3:27,60 min                                                                   | Natasha Hastings | USA                                                                           | 18.07.2004                                                                    | Grosseto                                                                      |
| 4 × 400-m-Staffel         | 3:24,04 min (noch nicht ratifiziert)                                          | Alexis Holmes | USA                                                                           | 21.07.2019                                                                    | San José                                                                      |
| 4 × 400-m-Staffel         | 3:24,04 min (noch nicht ratifiziert)                                          | Kimberly Harris | USA                                                                           | 21.07.2019                                                                    | San José                                                                      |
| 4 × 400-m-Staffel         | 3:24,04 min (noch nicht ratifiziert)                                          | Ziyah Holman | USA                                                                           | 21.07.2019                                                                    | San José                                                                      |
| 4 × 400-m-Staffel         | 3:24,04 min (noch nicht ratifiziert)                                          | Kayla Davis | USA                                                                           | 21.07.2019                                                                    | San José                                                                      |
| 10.000-m-Gehen            | 42:47,25 min                                                                  | Anežka Drahotová | CZE                                                                           | 23.07.2014                                                                    | Eugene                                                                        |
| 10.000-m-Gehen            | 42:43,0 min (nicht ratifiziert)                                               | Swetlana Wassiljewa | RUS                                                                           | 24.02.2011                                                                    | Sotschi                                                                       |
| 10-km-Gehen               | 41:57 min                                                                     | Gao Hongmiao | CHN                                                                           | 08.09.1993                                                                    | Peking                                                                        |
| 10-km-Gehen               | 41:52 min (nicht ratifiziert)                                                 | Tatyana Mineyeva | RUS                                                                           | 05.09.2009                                                                    | Pensa                                                                         |
| 10-km-Gehen               | 41:55 min (nicht ratifiziert)                                                 | Irina Stankina | RUS                                                                           | 11.02.1995                                                                    | Adler                                                                         |
| Hochsprung                | 2,04 m                                                                        | Jaroslawa Mahutschich | UKR                                                                           | 30.09.2019                                                                    | Doha                                                                          |
| Stabhochsprung            | 4,71 m i                                                                      | Wilma Murto | FIN                                                                           | 31.01.2016                                                                    | Zweibrücken                                                                   |
| Weitsprung                | 7,14 m (+1,1)                                                                 | Heike Drechsler | GDR                                                                           | 04.06.1983                                                                    | Bratislava                                                                    |
| Dreisprung                | 14,62 m (+1,0)                                                                | Teresa Marinowa | BUL                                                                           | 25.08.1996                                                                    | Sydney                                                                        |
| Kugelstoßen               | 20,54 m                                                                       | Astrid Kumbernuss | GDR                                                                           | 01.07.1989                                                                    | Orimattila                                                                    |
| Diskuswurf                | 74,40 m                                                                       | Ilke Wyludda | GDR                                                                           | 13.09.1988                                                                    | Berlin                                                                        |
| Hammerwurf                | 73,24 m                                                                       | Zhang Wenxiu | CHN                                                                           | 24.06.2005                                                                    | Changsha                                                                      |
| Speerwurf                 | 64,41 m                                                                       | Yan Ziyi | CHN                                                                           | 14.09.2024                                                                    | Quzhou                                                                        |
| Siebenkampf               | 6542 Punkte                                                                   | Carolina Klüft | SWE                                                                           | 09./10.08.2002                                                                | München                                                                       |
| Siebenkampf               | 6542 Punkte                                                                   | 13,33 s (100 m Hürden), 1,89 m (Hochsprung), 13,16 m (Kugelstoßen), 23,71 s (200 m) / 6,36 m (Weitsprung), 47,61 m (Speerwurf), 2:17,99 min (800 m) |                                                                               |                                                                               |                                                                               |
| Siebenkampf               | 6768 Punkte w (nicht ratifiziert)                                             | Tatjana Tschernowa | RUS                                                                           | 02./03.06.2007                                                                | Arles                                                                         |
| Siebenkampf               | 6768 Punkte w (nicht ratifiziert)                                             | 13,04 s (100 m Hürden), 1,82 m (Hochsprung), 13,57 m (Kugelstoßen), 23,59 s (200 m) / 6,61 m (Weitsprung), 53,43 m (Speerwurf), 2:15,05 min (800 m) |                                                                               |                                                                               |                                                                               |
| Zehnkampf                 | Wird erst ratifiziert, wenn über 7300 Punkte erzielt worden sind (Regel 262). | Wird erst ratifiziert, wenn über 7300 Punkte erzielt worden sind (Regel 262).                                                                       | Wird erst ratifiziert, wenn über 7300 Punkte erzielt worden sind (Regel 262). | Wird erst ratifiziert, wenn über 7300 Punkte erzielt worden sind (Regel 262). | Wird erst ratifiziert, wenn über 7300 Punkte erzielt worden sind (Regel 262). |
| Stand: 14. September 2024 |                                                                               | |                                                                               |                                                                               |                                                                               |

## U20-Hallenweltrekorde

### Männer (16 Disziplinen)
| Disziplin             | Leistung                             | Sportler | Land | Datum      | Ort                    |
| --------------------- | ------------------------------------ | --- | ---- | ---------- | ---------------------- |
| 60 m                  | 6,51 s                               | Mark Lewis-Francis | GBR  | 11.03.2001 | Lissabon               |
| 200 m                 | 20,37 s                              | Walter Dix | USA  | 11.03.2005 | Fayetteville           |
| 400 m                 | 44,80 s                              | Kirani James | GRN  | 27.02.2011 | Fayetteville           |
| 800 m                 | 1:44,35 min                          | Juri Borsakowski | RUS  | 30.01.2000 | Dortmund               |
| 1000 m                | 2:15,77 min                          | Abubaker Kaki | SUD  | 21.02.2008 | Stockholm              |
| 1500 m                | 3:36,02 min                          | Jakob Ingebrigtsen | NOR  | 20.02.2019 | Düsseldorf             |
| 1 Meile               | 3:55,02 min                          | German Fernandez | USA  | 28.02.2009 | College Station        |
| 3000 m                | 7:32,87 min                          | Hagos Gebrhiwet | ETH  | 02.02.2013 | Boston                 |
| 5000 m                | 12:53,29 min                         | Isiah Koech | KEN  | 11.02.2011 | Düsseldorf             |
| 60 m Hürden (99,0 cm) | 7,34 s                               | Sasha Zhoya | FRA  | 22.02.2020 | Miramas                |
| Hochsprung            | 2,35 m                               | Wladimir Jaschtschenko | URS  | 12.03.1978 | Mailand                |
| Stabhochsprung        | 5,88 m                               | Armand Duplantis | SWE  | 25.02.2018 | Clermont-Ferrand       |
| Weitsprung            | 8,22 m                               | Wiktor Kusnjezow | UKR  | 22.01.2005 | Browary                |
| Dreisprung            | 17,54 m                              | Jaydon Hibbert | JAM  | 11.03.2023 | Albuquerque            |
| Kugelstoßen (6 kg)    | 22,48 m                              | Konrad Bukowiecki | POL  | 08.01.2016 | Toruń                  |
| Kugelstoßen (6 kg)    | 22,96 m (nicht ratifiziert)          | Konrad Bukowiecki | POL  | 29.12.2016 | Spała                  |
| Siebenkampf U20       | 5984 Punkte                          | Eusebio Cáceres | ESP  | 07.03.2010 | Donostia-San Sebastián |
| Siebenkampf U20       | 5984 Punkte                          | 6,94 s (60 m), 7,96 m (Weitsprung), 13,19 m (Kugelstoßen), 1,96 m (Hochsprung) / 7,90 s (60 m Hürden), 4,60 m (Stabhochsprung), 2:51,42 min (1000 m) |      |            |                        |
| Siebenkampf U20       | 6062 Punkte (noch nicht ratifiziert) | Jente Hauttekeete | BEL  | 14.02.2021 | Frankfurt am Main      |
| Siebenkampf U20       | 6062 Punkte (noch nicht ratifiziert) | 7,07 s (60 m), 7,33 m (Weitsprung), 15,64 m (Kugelstoßen), 2,10 m (Hochsprung) / 8,06 s (60 m Hürden), 4,70 m (Stabhochsprung), 2:46,71 min (1000 m) |      |            |                        |
| Siebenkampf U20       | 6022 Punkte (nicht ratifiziert)      | Gunnar Nixon | USA  | 28.01.2012 | Fayetteville           |
| Siebenkampf U20       | 6022 Punkte (nicht ratifiziert)      | 7,10 s (60 m), 7,53 m (Weitsprung), 13,97 m (Kugelstoßen), 2,15 m (Hochsprung) / 8,21 s (60 m Hürden), 4,50 m (Stabhochsprung), 2:40,15 min (1000 m) |      |            |                        |
| Stand: 11. März 2023  |                                      | |      |            |                        |

### Frauen (16 Disziplinen)
| Disziplin                | Leistung                             | Sportler                                                                                                   | Land | Datum      | Ort             |
| ------------------------ | ------------------------------------ | --- | ---- | ---------- | --------------- |
| 60 m                     | 7,07 s                               | Ewa Swoboda                                                                                                | POL  | 12.02.2016 | Toruń           |
| 200 m                    | 22,40 s                              | Bianca Knight                                                                                              | USA  | 14.03.2008 | Fayetteville    |
| 400 m                    | 50,82 s                              | Sanya Richards                                                                                             | USA  | 13.03.2004 | Fayetteville    |
| 400 m                    | 50,52 s (noch nicht ratifiziert)     | Athing Mu                                                                                                  | USA  | 06.02.2021 | College Station |
| 400 m                    | 50,36 s (nicht ratifiziert)          | Sydney McLaughlin                                                                                          | USA  | 10.03.2018 | College Station |
| 400 m                    | 50,52 s (nicht ratifiziert)          | Sydney McLaughlin                                                                                          | USA  | 25.02.2018 | College Station |
| 800 m                    | 2:01,03 min                          | Meskerem Legesse                                                                                           | ETH  | 14.02.2004 | Fayetteville    |
| 800 m                    | 2:00,7 min OT (nicht ratifiziert)    | Katrin Wühn                                                                                                | GDR  | 07.01.1984 | Senftenberg     |
| 800 m                    | 2:00,7 min OT (nicht ratifiziert)    | Christine Wachtel                                                                                          | GDR  | 22.01.1984 | Senftenberg     |
| 800 m                    | 1:59,03 min (noch nicht ratifiziert) | Keely Hodgkinson                                                                                           | GBR  | 30.01.2021 | Wien            |
| 800 m                    | 1:58,40 min (noch nicht ratifiziert) | Athing Mu                                                                                                  | USA  | 27.02.2021 | Fayetteville    |
| 1000 m                   | 2:35,80 min                          | Mary Cain                                                                                                  | USA  | 08.02.2014 | Boston          |
| 1500 m                   | 4:01,57 min                          | Lemlem Hailu                                                                                               | ETH  | 19.02.2020 | Liévin          |
| 1 Meile                  | 4:24,10 min                          | Kalkidan Gezahegne                                                                                         | ETH  | 20.02.2010 | Birmingham      |
| 3000 m                   | 8:33,56 min                          | Tirunesh Dibaba                                                                                            | ETH  | 20.02.2004 | Birmingham      |
| 5000 m                   | 14:53,99 min                         | Tirunesh Dibaba                                                                                            | ETH  | 31.01.2004 | Boston          |
| 60 m Hürden              | 7,92 s                               | Ackera Nugent                                                                                              | JAM  | 13.03.2022 | Fayetteville    |
| 60 m Hürden              | 7,91 s (noch nicht ratifiziert)      | Grace Stark                                                                                                | USA  | 29.02.2020 | College Station |
| Hochsprung               | 2,02 m                               | Jaroslawa Mahutschich                                                                                      | UKR  | 31.01.2020 | Karlsruhe       |
| Stabhochsprung           | 4,71 m                               | Wilma Murto                                                                                                | FIN  | 31.01.2016 | Zweibrücken     |
| Weitsprung               | 6,88 m                               | Heike Daute                                                                                                | GDR  | 01.02.1983 | Berlin          |
| Weitsprung               | 6,91 m (noch nicht ratifiziert)      | Larissa Iapichino                                                                                          | ITA  | 20.02.2021 | Ancona          |
| Dreisprung               | 14,37 m                              | Ren Ruiping                                                                                                | CHN  | 11.03.1995 | Barcelona       |
| Kugelstoßen              | 20,51 m                              | Heidi Krieger                                                                                              | GDR  | 08.02.1984 | Budapest        |
| Fünfkampf                | 4542 Punkte                          | Alina Schuch                                                                                               | UKR  | 04.02.2017 | Tallinn         |
| Fünfkampf                | 4542 Punkte                          | 8,98 s (60 m Hürden), 1,89 m (Hochsprung), 13,81 m (Kugelstoßen), 6,12 m (Weitsprung), 2:16,84 min (800 m) |      |            |                 |
| Fünfkampf                | 4694 Punkte OT (nicht ratifiziert)   | Sibylle Thiele                                                                                             | GDR  | 15.03.1984 | Senftenberg     |
| Fünfkampf                | 4694 Punkte OT (nicht ratifiziert)   | 8,59 s (60 m Hürden), 1,86 m (Hochsprung), 14,32 m (Kugelstoßen), 6,51 m (Weitsprung), 2:20,4 min (800 m)  |      |            |                 |
| Fünfkampf                | 4635 Punkte (nicht ratifiziert)      | Kendell Williams                                                                                           | USA  | 15.03.2014 | Albuquerque     |
| Fünfkampf                | 4635 Punkte (nicht ratifiziert)      | 8,21 s (60 m Hürden), 1,88 m (Hochsprung), 12,05 m (Kugelstoßen), 6,32 m (Weitsprung), 2:17,31 min (800 m) |      |            |                 |
| Fünfkampf                | 4558 Punkte (nicht ratifiziert)      | Nafissatou Thiam                                                                                           | BEL  | 03.02.2013 | Gent            |
| Fünfkampf                | 4558 Punkte (nicht ratifiziert)      | 8,65 s (60 m Hürden), 1,84 m (Hochsprung), 14,00 m (Kugelstoßen), 6,30 m (Weitsprung), 2:21,18 min (800 m) |      |            |                 |
| Fünfkampf                | 4550 Punkte (nicht ratifiziert)      | Alina Schuch                                                                                               | UKR  | 27.01.2017 | Saporischschja  |
| Fünfkampf                | 4550 Punkte (nicht ratifiziert)      | 8,85 s (60 m Hürden), 1,88 m (Hochsprung), 14,27 m (Kugelstoßen), 6,04 m (Weitsprung), 2:17,69 min (800 m) |      |            |                 |
| Stand: 23. Dezember 2022 |                                      | |      |            |                 |

## Weltbestleistungen
Leistungen in Disziplinen, in denen keine offiziellen Weltrekorde aufgestellt werden können, werden von World Athletics als Weltbestleistungen geführt. In einigen Disziplinen wurden in der Vergangenheit offizielle Rekorde geführt. Diese sind im Abschnitt Ehemalige Weltrekorde aufgeführt.

### Männer Freiluft
| Disziplin               | Leistung       | Sportler                   | Land | Datum      | Ort                    |
| ----------------------- | -------------- | -------------------------- | ---- | ---------- | ---------------------- |
| 100 yds                 | 9,07 s (−0,5)  | Asafa Powell               | JAM  | 27.05.2010 | Ostrava                |
| 150 m                   | 14,97 s (+0,9) | Linford Christie           | GBR  | 04.09.1994 | Sheffield              |
| 300 m                   | 30,81 s        | Wayde van Niekerk          | RSA  | 28.06.2017 | Ostrava                |
| 600 m                   | 1:12,81 min    | Johnny Gray                | USA  | 24.05.1986 | Santa Monica           |
| 2 Meilen                | 7:58,61 min    | Daniel Komen               | KEN  | 19.07.1997 | Hechtel                |
| 15-km-Straßenlauf       | 41:05 min      | Joshua Cheptegei           | UGA  | 18.11.2018 | Nijmegen               |
| 10-Meilen-Straßenlauf   | 44:24 min      | Haile Gebrselassie         | ETH  | 04.09.2005 | Tilburg                |
| 20-km-Straßenlauf       | 55:21 min      | Zersenay Tadese            | ERI  | 21.03.2010 | Lissabon               |
| 25-km-Straßenlauf       | 1:11:18 h      | Dennis Kimetto             | KEN  | 06.05.2012 | Berlin                 |
| 30-km-Straßenlauf       | 1:27:13 h      | Eliud Kipchoge             | KEN  | 24.04.2016 | London                 |
| 30-km-Straßenlauf       | 1:27:13 h      | Stanley Kipleting Biwott   | KEN  | 24.04.2016 | London                 |
| 50-km-Straßenlauf       | 2:43:38 h      | Thompson Magawana          | RSA  | 12.04.1988 | Claremont              |
| 24-Stunden-Lauf         | 303.506 m      | Yiannis Kouros             | AUS  | 24.10.1997 | Kensington             |
| 300 m Hürden            | 33,78 s        | Karsten Warholm            | NOR  | 11.06.2020 | Oslo                   |
| 2000 m Hindernis        | 5:10,68 min    | Mahiedine Mekhissi         | FRA  | 30.06.2010 | Reims                  |
| 3000-m-Bahngehen        | 10:30,28 min i | Tom Bosworth               | GBR  | 25.02.2018 | Glasgow                |
| 5000-m-Bahngehen        | 18:05,49 min   | Hatem Ghoula               | TUN  | 01.05.1997 | Tunis                  |
| 5-km-Straßengehen       | 18:21 min      | Robert Korzeniowski        | POL  | 15.09.1990 | Bad Salzdetfurth       |
| 10.000-m-Bahngehen      | 37:53,09 min   | Francisco Javier Fernández | ESP  | 27.07.2008 | Santa Cruz de Tenerife |
| 10-km-Straßengehen      | 37:11 min      | Roman Rasskazov            | RUS  | 28.05.2000 | Saransk                |
| 30-km-Straßengehen      | 2:05:06 h      | Nathan Deakes              | AUS  | 27.08.2006 | Hobart                 |
| 35-km-Straßengehen      | 2:21:31 h      | Vladimir Kanaykin          | RUS  | 19.02.2006 | Sotschi                |
| Stand: 26. Oktober 2020 |                |                            |      |            |                        |

### Frauen Freiluft
| Disziplin               | Leistung               | Sportler               | Land | Datum      | Ort          |
| ----------------------- | ---------------------- | ---------------------- | ---- | ---------- | ------------ |
| 150 m                   | 16,41 s (+1,1)         | Brianna McNeal         | USA  | 20.07.2020 | Fort Worth   |
| 300 m                   | 34,41 s                | Shaunae Miller-Uibo    | BAH  | 20.06.2019 | Ostrava      |
| 600 m                   | 1:21,77 min            | Caster Semenya         | RSA  | 27.08.2017 | Berlin       |
| 2 Meilen                | 8:58,58 min            | Meseret Defar          | ETH  | 14.09.2007 | Brüssel      |
| 15-km-Straßenlauf       | 46:59 min (Frauenlauf) | Lornah Kiplagat        | NED  | 14.10.2007 | Udine        |
| 15-km-Straßenlauf       | 44:20 min (Mixed-Lauf) | Letesenbet Gidey       | ETH  | 17.11.2019 | Nijmegen     |
| 20-km-Straßenlauf       | 1:02:57 h (Frauenlauf) | Lornah Kiplagat        | NED  | 14.10.2007 | Udine        |
| 20-km-Straßenlauf       | 1:01:25 h (Mixed-Lauf) | Joyciline Jepkosgei    | KEN  | 01.04.2017 | Prag         |
| 25-km-Straßenlauf       | 1:19:53 h (Mixed-Lauf) | Mary Jepkosgei Keitany | KEN  | 09.05.2010 | Berlin       |
| 30-km-Straßenlauf       | 1:36:05 h (Frauenlauf) | Mary Jepkosgei Keitany | KEN  | 23.04.2017 | London       |
| 30-km-Straßenlauf       | 1:36:05 h (Mixed-Lauf) | Mary Jepkosgei Keitany | KEN  | 23.04.2017 | London       |
| 50-km-Straßenlauf       | 3:07:20 h (Mixed-Lauf) | Alyson Dixon           | GBR  | 01.09.2019 | Brașov       |
| 24-Stunden-Lauf         | 259.990 m              | Patrycja Bereznowska   | POL  | 01.07.2017 | Belfast      |
| 300 m Hürden            | 38,16 s                | Zuzana Hejnová         | CZE  | 02.08.2013 | Cheb         |
| 2000 m Hindernis        | 5:52,80 min            | Gesa Felicitas Krause  | GER  | 01.09.2019 | Berlin       |
| 3000-m-Bahngehen        | 11:35,34 min i         | Gillian O’Sullivan     | IRL  | 15.02.2003 | Belfast      |
| 5000-m-Bahngehen        | 20:01,80 min           | Eleonora Anna Giorgi   | ITA  | 18.05.2014 | Misterbianco |
| 5-km-Straßengehen       | 19:46 min              | Kjersti Tysse-Plätzer  | NOR  | 27.08.2006 | Hildesheim   |
| 10-km-Straßengehen      | 41:04 min              | Yelena Nikolayeva      | RUS  | 20.04.1996 | Sotschi      |
| 30-km-Straßengehen      | 2:24:33 h              | Paola Pérez            | ECU  | 22.10.2017 | Hauppauge    |
| 35-km-Straßengehen      | 2:43:43 h              | Eleonora Anna Giorgi   | ITA  | 26.01.2020 | Grosseto     |
| Stand: 26. Oktober 2020 |                        |                        |      |            |              |

### Männer Halle
| Disziplin               | Leistung    | Sportler         | Land | Datum      | Ort              |
| ----------------------- | ----------- | ---------------- | ---- | ---------- | ---------------- |
| 55 m                    | 5,99 s      | Obadele Thompson | BAR  | 22.02.1997 | Colorado Springs |
| 300 m                   | 31,87 s     | Noah Lyles       | USA  | 04.03.2017 | Albuquerque      |
| 500 m                   | 59,83 s     | Abdalelah Haroun | QAT  | 17.02.2016 | Stockholm        |
| 600 m                   | 1:13,77 min | Donavan Brazier  | USA  | 24.02.2019 | New York City    |
| 2000 m                  | 4:49,99 min | Kenenisa Bekele  | ETH  | 17.02.2007 | Birmingham       |
| 2 Meilen                | 8:03,40 min | Mo Farah         | GBR  | 21.02.2015 | Birmingham       |
| 55 m Hürden             | 6,83 s      | Renaldo Nehemiah | USA  | 30.01.1982 | Dallas           |
| Gewichtwurf (35 lb)     | 25,86 m     | Lance Deal       | USA  | 04.03.1995 | Atlanta          |
| Stand: 26. Oktober 2020 |             |                  |      |            |                  |

### Frauen Halle
| Disziplin               | Leistung    | Sportler            | Land | Datum      | Ort              |
| ----------------------- | ----------- | ------------------- | ---- | ---------- | ---------------- |
| 55 m                    | 6,55 s      | Evelyn Ashford      | USA  | 26.02.1982 | New York City    |
| 55 m                    | 6,55 s      | Jeanette Bolden     | USA  | 21.02.1986 | Inglewood        |
| 300 m                   | 35,45 s     | Irina Priwalowa     | RUS  | 17.01.1993 | Moskau           |
| 300 m                   | 35,45 s     | Shaunae Miller-Uibo | BAH  | 03.02.2018 | New York City    |
| 500 m                   | 1:06,31 min | Olesja Krasnomowez  | RUS  | 07.01.2006 | Jekaterinburg    |
| 600 m                   | 1:23,44 min | Olga Kotljarowa     | RUS  | 01.02.2004 | Moskau           |
| 2000 m                  | 5:23,75 min | Genzebe Dibaba      | ETH  | 07.02.2017 | Sabadell         |
| 2 Meilen                | 9:00,48 min | Genzebe Dibaba      | ETH  | 15.02.2014 | Birmingham       |
| 55 m Hürden             | 7,30 s      | Tiffany Lott-Hogan  | USA  | 22.02.1997 | Colorado Springs |
| Gewichtwurf (20 lb)     | 25,60 m     | Gwen Berry          | USA  | 04.03.2017 | Albuquerque      |
| Stand: 26. Oktober 2020 |             |                     |      |            |                  |

## Ehemalige Weltrekorde
| Yards            | Meilen | Meter   | Yards              | Meilen | Meter    | Meilen | Meter      |
| ---------------- | ------ | ------- | ------------------ | ------ | -------- | ------ | ---------- |
| 50               |        | 45,720  | 440 (4 × 110 yds)  | 1/4    | 402,336  | 5      | 8046,720   |
| 55               | 1/32   | 50,292  | 600                |        | 548,640  | 6      | 9656,064   |
| 60               |        | 54,864  | 880 (4 × 220 yds)  | 1/2    | 804,672  | 7      | 11.265,408 |
| 65               |        | 59,436  | 1000               |        | 914,400  | 8      | 12.874,752 |
| 75               |        | 68,580  | 1320               | 3/4    | 1207,008 | 9      | 14.484,096 |
| 100              |        | 91,440  | 1760 (4 × 440 yds) | 1      | 1609,344 | 10     | 16.093,440 |
| 110              | 1/16   | 100,584 | 2640 (3 × 880 yds) | 3/2    | 2414,016 | 15     | 24.140,160 |
| 120              |        | 109,728 | 3520 (4 × 880 yds) | 2      | 3218,688 | 20     | 32.186,880 |
| 220 (4 × 55 yds) | 1/8    | 201,168 |                    | 3      | 4828,032 | 25     | 40.233,600 |
| 300              |        | 274,320 |                    | 4      | 6437,376 | 30     | 48.280,320 |

### Männer
In der nachfolgenden Tabelle sind Weltrekorde der Männer aufgelistet, die seit der Einführung der ersten Weltrekordliste im Juni 1914 irgendwann einmal als offizielle Weltrekorde geführt wurden und später eingestellt wurden. Die Unterscheidung von Rekorden über 200 Meter/220 Yards, die auf einer Geraden erzielt wurden bzw. auf der halben Stadionrunde mit einer Kurve, macht World Athletics erst seit 1951. Offizielle Weltrekorde über die halbe Stadionrunde werden erst seit dem 1. Januar 1959 geführt. Weltrekorde, die auf einer geraden Strecke aufgestellt wurden, sind 1969 aus den Listen entfernt worden.
Die Zeiten wurden gemäß den geltenden Regeln zum Zeitpunkt der Aufstellung des Weltrekords gerundet. So wurden Rekorde auf den Langstrecken, die auf eine 1/10-Sekunde genau gemessen wurden, auf die nächsthöhere 1/5-Sekunde aufgerundet. Sämtliche Zeiten in der Tabelle sind handgestoppt.
| Disziplin                 | Letzte anerkannte Bestleistungen  | Sportler                          | Land                              | Datum      | Ort            | Einstellung der Disziplin |
| ------------------------- | --------------------------------- | --------------------------------- | --------------------------------- | ---------- | -------------- | ------------------------- |
| 100 yds                   | 9,0 s (0,0) [auto: 8,94]          | Ivory Crockett                    | USA                               | 11.05.1974 | Knoxville      | 01.01.1977                |
| 100 yds                   | 9,0 s (+0,9) [auto: 9,30]         | Houston McTear                    | USA                               | 09.05.1975 | Winter Park    | 01.01.1977                |
| 200 m (Gerade)            | 19,5 s (+1,84)                    | Tommie Smith                      | USA                               | 07.05.1966 | San José       | 1969                      |
| 220 yds (Gerade)          | 19,5 s (+1,84)                    | Tommie Smith                      | USA                               | 07.05.1966 | San José       | 1969                      |
| 220 yds (Kurve)           | 19,9 s (+1,3)                     | Donald Quarrie                    | JAM                               | 07.06.1975 | Eugene         | 01.01.1977                |
| 220 yds (Kurve)           | 19,9 s (+1,3)                     | Steve Williams                    | USA                               | 07.06.1975 | Eugene         | 01.01.1977                |
| 300 yds                   | 30,0 s                            | József Kovács                     | HUN                               | 06.10.1935 | Budapest       |                           |
| 300 m                     | 33,2 s                            | Charles Paddock                   | USA                               | 23.04.1921 | Redlands       |                           |
| 440 yds                   | 44,5 s                            | John Smith                        | USA                               | 26.06.1971 | Eugene         | 01.01.1977                |
| 500 m                     | 1:02,0 min                        | Benjamin Eastman                  | USA                               | 06.08.1934 | Oslo           |                           |
| 600 yds                   | 1:09,2 min                        | Ben Eastman                       | USA                               | 01.04.1933 | San Francisco  |                           |
| 880 yds                   | 1:44,1 min                        | Rick Wohlhuter                    | USA                               | 08.06.1974 | Eugene         | 01.01.1977                |
| 1000 yds                  | 2:09,7 min                        | Elroy Robinson                    | USA                               | 15.05.1937 | Fresno         |                           |
| 1320 yds                  | 3:00,6 min                        | Jules Ladoumègue                  | FRA                               | 13.09.1931 | Paris          |                           |
| 2 Meilen                  | 8:13,8 min (aufgerundet 8:13,68)  | Brendan Foster                    | GBR                               | 27.08.1973 | London         | 01.01.1977                |
| 3 Meilen                  | 12:47,8 min +                     | Emiel Puttemans                   | BEL                               | 20.09.1972 | Brüssel        | 01.01.1977                |
| 4 Meilen                  | 19:01,0 min                       | Volmari Iso-Hollo                 | FIN                               | 20.07.1933 | Viipuri        |                           |
| 5 Meilen                  | 24:06,2 min (aufgerundet 24:06,1) | Paavo Nurmi                       | FIN                               | 01.10.1924 | Viipuri        |                           |
| 6 Meilen                  | 26:47,0 min +                     | Ron Clarke                        | AUS                               | 14.07.1965 | Oslo           | 01.01.1977                |
| 7 Meilen                  | 35:04,6 min +                     | Alfred Shrubb                     | GBI                               | 05.11.1904 | Glasgow        |                           |
| 8 Meilen                  | 40:16,0 min +                     | Alfred Shrubb                     | GBI                               | 05.11.1904 | Glasgow        |                           |
| 9 Meilen                  | 45:27,6 min +                     | Alfred Shrubb                     | GBI                               | 05.11.1904 | Glasgow        |                           |
| 15-km-Straßenlauf         | 41:13 min                         | Leonard Patrick Komon             | KEN                               | 21.11.2010 | Nijmegen       | 01.01.2018                |
| 10 Meilen                 | 45:57,2 min +                     | Josephus Hermens                  | HOL                               | 14.09.1975 | Papendal       | 01.01.1977                |
| 20-km-Straßenlauf         | 55:21 min +                       | Zersenay Tadese                   | ERI                               | 21.03.2010 | Lissabon       | 01.01.2018                |
| 15 Meilen                 | 1:11:52,6 h +                     | Pekka Päivärinta                  | FIN                               | 15.05.1975 | Oulu           | 01.01.1977                |
| 25-km-Straßenlauf         | 1:11:18 h                         | Dennis Kipruto Kimetto            | KEN                               | 06.05.2012 | Berlin         | 01.01.2018                |
| 30-km-Straßenlauf         | 1:27:13 h                         | Eliud Kipchoge                    | KEN                               | 24.04.2016 | London         | 01.01.2018                |
| 30-km-Straßenlauf         | 1:27:13 h                         | Stanley Kipleting Biwott          | KEN                               | 24.04.2016 | London         | 01.01.2018                |
| 20 Meilen                 | 1:51:54,0 h                       | George Crossland                  | GBI                               | 22.09.1894 | London         |                           |
| 25 Meilen                 | 2:26:10,8 h                       | Michele Faneli                    | ITA                               | 21.10.1934 | Rom            |                           |
| 2 Stunden                 | 34.435 m                          | José Ribas                        | ARG                               | 14.09.1935 | Buenos Aires   |                           |
| 120 yds Hürden            | 13,0 s (+1,84)                    | Rod Milburn                       | USA                               | 20.06.1973 | Eugene         | 01.01.1977                |
| 200 m Hürden (Gerade)     | 22,3 s                            | Fred Wolcott                      | USA                               | 08.06.1940 | Princeton      |                           |
| 200 m Hürden (Kurve)      | 22,5 s (+1,2)                     | Martin Lauer                      | FRG                               | 07.07.1959 | Zürich         |                           |
| 200 m Hürden (Kurve)      | 22,5 s (0,0) [auto: 22,69]        | Glenn A. Davis                    | USA                               | 20.08.1960 | Bern           |                           |
| 220 yds Hürden (Gerade)   | 21,9 s (+1,4)                     | Don Styron                        | USA                               | 02.04.1960 | Eugene         | 01.01.1977                |
| 440 yds Hürden            | 48,7 s                            | Jim Bolding                       | USA                               | 24.07.1974 | Turin          | 01.01.1977                |
| 4 × 110-yds-Staffel       | 38,6 s                            | University of Southern California | University of Southern California | 17.06.1967 | Provo          | 01.01.1977                |
| 4 × 110-yds-Staffel       | 38,6 s                            | Earl McCullouch                   | USA                               | 17.06.1967 | Provo          | 01.01.1977                |
| 4 × 110-yds-Staffel       | 38,6 s                            | Fred Kuller                       | USA                               | 17.06.1967 | Provo          | 01.01.1977                |
| 4 × 110-yds-Staffel       | 38,6 s                            | O.J. Simpson                      | USA                               | 17.06.1967 | Provo          | 01.01.1977                |
| 4 × 110-yds-Staffel       | 38,6 s                            | Lennox Miller                     | JAM                               | 17.06.1967 | Provo          | 01.01.1977                |
| 4 × 220-yds-Staffel       | 1:21,7 min                        | University of Tennessee           | University of Tennessee           | 10.04.1976 | Knoxville      | 01.01.1977                |
| 4 × 220-yds-Staffel       | 1:21,7 min                        | Lamar Preyor                      | USA                               | 10.04.1976 | Knoxville      | 01.01.1977                |
| 4 × 220-yds-Staffel       | 1:21,7 min                        | Ronnie Harris                     | USA                               | 10.04.1976 | Knoxville      | 01.01.1977                |
| 4 × 220-yds-Staffel       | 1:21,7 min                        | Jerome Morgan                     | USA                               | 10.04.1976 | Knoxville      | 01.01.1977                |
| 4 × 220-yds-Staffel       | 1:21,7 min                        | Reggie Jones                      | USA                               | 10.04.1976 | Knoxville      | 01.01.1977                |
| 4 × 440-yds-Staffel       | 3:02,4 min                        | Ronnie Ray                        | USA                               | 18.07.1975 | Durham         | 01.01.1977                |
| 4 × 440-yds-Staffel       | 3:02,4 min                        | Robert Taylor                     | USA                               | 18.07.1975 | Durham         | 01.01.1977                |
| 4 × 440-yds-Staffel       | 3:02,4 min                        | Maurice Peoples                   | USA                               | 18.07.1975 | Durham         | 01.01.1977                |
| 4 × 440-yds-Staffel       | 3:02,4 min                        | Stan Vinson                       | USA                               | 18.07.1975 | Durham         | 01.01.1977                |
| 4 × 880-yds-Staffel       | 7:10,4 min                        | Chicago Track Club                | Chicago Track Club                | 12.05.1973 | Durham         | 01.01.1977                |
| 4 × 880-yds-Staffel       | 7:10,4 min                        | Tom Bach                          | USA                               | 12.05.1973 | Durham         | 01.01.1977                |
| 4 × 880-yds-Staffel       | 7:10,4 min                        | Kenneth Sparks                    | USA                               | 12.05.1973 | Durham         | 01.01.1977                |
| 4 × 880-yds-Staffel       | 7:10,4 min                        | Lowell Paul                       | USA                               | 12.05.1973 | Durham         | 01.01.1977                |
| 4 × 880-yds-Staffel       | 7:10,4 min                        | Rick Wohlhuter                    | USA                               | 12.05.1973 | Durham         | 01.01.1977                |
| 4-mal-1-Meile-Staffel     | 16:02,8 min                       | Kevin Ross                        | NZL                               | 03.02.1972 | Auckland       |                           |
| 4-mal-1-Meile-Staffel     | 16:02,8 min                       | Tony Polhill                      | NZL                               | 03.02.1972 | Auckland       |                           |
| 4-mal-1-Meile-Staffel     | 16:02,8 min                       | Richard Tayler                    | NZL                               | 03.02.1972 | Auckland       |                           |
| 4-mal-1-Meile-Staffel     | 16:02,8 min                       | Dick Quax                         | NZL                               | 03.02.1972 | Auckland       |                           |
| 3000-m-Bahngehen          | 11:51,8 min +                     | Werner Hardmo                     | SWE                               | 01.09.1945 | Malmö          |                           |
| 1-Meile-Bahngehen         | 6:25,8 min                        | George Goulding                   | CAN                               | 04.06.1910 | Montreal       |                           |
| 2-Meilen-Bahngehen        | 12:45,0 min                       | Werner Hardmo                     | SWE                               | 01.09.1945 | Malmö          |                           |
| 3-Meilen-Bahngehen        | 20:25,8 min +                     | George Larner                     | GBI                               | 19.08.1905 | Brighton       |                           |
| 5000-m-Bahngehen          | 20:26,8 min                       | Werner Hardmo                     | SWE                               | 31.07.1945 | Kumla          |                           |
| 4-Meilen-Bahngehen        | 27:14,0 min                       | George Larner                     | GBI                               | 19.08.1905 | Brighton       |                           |
| 5-Meilen-Bahngehen        | 34:32,8 min                       | Josef Doležal                     | TCH                               | 15.10.1955 | Manchester     |                           |
| 6-Meilen-Bahngehen        | 43:07,0 min +                     | Alfred Pope                       | GBR                               | 31.08.1932 | London         |                           |
| 10.000-m-Bahngehen        | 42:10,4 min                       | Grigoriy Panichkin                | URS                               | 10.06.1958 | Riga           |                           |
| 7-Meilen-Bahngehen        | 48:15,2 min                       | Werner Hardmo                     | SWE                               | 09.09.1945 | Kumla          |                           |
| 8-Meilen-Bahngehen        | 58:04,6 min +                     | Alfred Pope                       | GBR                               | 31.08.1932 | London         |                           |
| 9-Meilen-Bahngehen        | 1:07:37,8 h +                     | George Larner                     | GBI                               | 17.07.1908 | London         |                           |
| 15.000-m-Bahngehen        | 1:05:18,0 h                       | Leonid Spirin                     | URS                               | 24.09.1957 | Dnepropetrovsk |                           |
| 10-Meilen-Bahngehen       | 1:10:45,8 h                       | Josef Doležal                     | TCH                               | 30.04.1954 | Stará Boleslav |                           |
| 15-Meilen-Bahngehen       | 1:56:09,8 h +                     | Jānis Daliņš                      | LAT                               | 01.06.1933 | Riga           |                           |
| 25.000-m-Bahngehen        | 2:00:46,0 h                       | Jānis Daliņš                      | LAT                               | 01.06.1933 | Riga           |                           |
| 20-Meilen-Bahngehen       | 2:27:38,6 h                       | Vittorio Visini                   | ITA                               | 01.11.1975 | Vicenza        | 01.01.1977                |
| 25-Meilen-Bahngehen       | 3:32:26,0 h                       | Jānis Daliņš                      | LAT                               | 16.06.1932 | Riga           |                           |
| 30-Meilen-Bahngehen       | 3:48:23,4 h +                     | Bernd Kannenberg                  | FRG                               | 16.11.1975 | Nerviano       | 01.01.1977                |
| 1-Stunde-Bahngehen        | 13,812 m                          | John Mikaelsson                   | SWE                               | 01.09.1945 | Stockholm      |                           |
| 2-Stunden-Bahngehen       | 29,572 m +                        | Maurizio Damilano                 | ITA                               | 03.10.1992 | Cuneo          | 01.01.2004                |
| Standhochsprung           | 1,67 m                            | Leo Goehring                      | USA                               | 14.06.1913 | New York       |                           |
| Standweitsprung           | 3,47 m                            | Ray Ewry                          | USA                               | 29.08.1904 | St. Louis      |                           |
| Kugelstoßen (beidarmig)   | 29,46 m (15,77 m + 13,69 m)       | József Darányi                    | HUN                               | 28.09.1935 | Budapest       |                           |
| Diskuswurf (beidarmig)    | 90,13 m (45,57 m + 44,56 m)       | Elmer Niklander                   | FIN                               | 20.07.1913 | Helsinki       |                           |
| Speerwurf (alter Speer)   | 104,80 m                          | Uwe Hohn                          | GDR                               | 20.07.1984 | Berlin         | 01.01.1987                |
| Speerwurf (beidarmig)     | 114,28 m (61,81 m + 52,47 m)      | Yngve Häckner                     | SWE                               | 30.09.1917 | Karlskoga      |                           |
| Gewichtweitwurf [25,4 kg] | 12,35 m                           | Matthew McGrath                   | USA                               | 23.09.1911 | Montreal       |                           |

| Disziplin | Letzte anerkannte Bestleistungen | Sportler | Land | Datum          | Ort    | Einstellung der Disziplin |
| --------- | -------------------------------- | --- | ---- | -------------- | ------ | ------------------------- |
| Achtkampf | 7084 Punkte                      | Christian Plaziat | FRA  | 11./12.02.1989 | Vittel | 1990                      |
| Achtkampf | 7084 Punkte                      | 6,78 s (60 m), 14,73 m (Kugelstoßen), 2,10 m (Hochsprung), 49,38 s (400 m) / 7,64 m (Weitsprung), 7,91 s (80 m Hürden), 4,80 m (Stabhochsprung), 2:48,08 min (1000 m) |      |                |        | 1990                      |

### Frauen
Rekorde unter FSFI von 1927 bis 1936
In der nachfolgenden Tabelle sind Weltrekorde der Frauen aufgelistet, die unter der FSFI geführt wurden. Die FSFI wurde 1936 aufgelöst und die Frauenleichtathletik fortwährend von World Athletics weitergeführt. Eine Bedingung bei der Übernahme war die Anerkennung der Weltrekorde der FSFI durch die IAAF. In der Tabelle sind die Weltrekorde aufgelistet, die von der FSFI nach 1926 eingestellt wurden. Ab 1928 führte die FSFI, nur noch Rekorde auf metrischen Strecken. Außerdem sind noch die Weltrekorde aufgelistet auf Strecken, die von der IAAF ab 1936 nicht mehr fortgeführt wurden.
o = In den Listen, die 1936 die FSFI zur Ratifizierung an die IAAF schickte, stand bei diesen Bestleistungen unter der Rubrik (Datum der Ratifizierung) ausstehend.
Der Dreikampf wurde 1932 durch den Fünfkampf ersetzt.
| Disziplin                              | Letzte anerkannte Bestleistungen        | Sportlerinnen                                                                           | Land                                    | Datum                                   | Ort                                     | Einstellung der Disziplin |
| -------------------------------------- | --------------------------------------- | --------------------------------------------------------------------------------------- | --------------------------------------- | --------------------------------------- | --------------------------------------- | ------------------------- |
| 50 yds                                 | 6,0 s                                   | Eleanor Macbeth                                                                         | USA                                     | 1920                                    | New Haven                               | 1927                      |
| 50 m                                   | 6,4 s +                                 | Marie Mejzliková                                                                        | TCH                                     | 20.08.1922                              | Paris                                   | 1936                      |
| 50 m                                   | 6,4 s o                                 | Stanislawa Walasiewicz                                                                  | POL                                     | 08.10.1933                              | Katowice                                | 1936                      |
| 75 yds                                 | 8,6 s                                   | Louisa Haydock                                                                          | USA                                     | 26.04.1913                              | Bryn Mawr                               | 1927                      |
| 80 m                                   | 9,8 s                                   | Stanislawa Walasiewicz                                                                  | POL                                     | 09.10.1933                              | Katowice                                | 1936                      |
| 80 m                                   | 9,8 s o (annulliert)                    | Zdenka Koubková                                                                         | TCH                                     | 04.10.1934                              | Prag                                    | 1936                      |
| 250 m                                  | 33,4 s                                  | Eileen M. Edwards                                                                       | GBR                                     | 27.08.1926                              | Göteborg                                | 1927                      |
| 300 m                                  | 43,6 s                                  | Mary MacCune                                                                            | USA                                     | 13.05.1922                              | Mamaroneck                              | 1927                      |
| 500 m                                  | 1:26,4 min                              | Amelia Schenone                                                                         | ITA                                     | 01.08.1926                              | Legnano                                 | 1927                      |
| 60 yds Hürden (4 Hürden, 75 cm hoch)   | 9,0 s                                   | Florinda Batson                                                                         | USA                                     | 1921                                    | Rosemary Hall                           | 1927                      |
| 60 yds Hürden (4 Hürden, 61 cm hoch)   | 8,0 s                                   | Josephine Schuessler                                                                    | USA                                     | 1924                                    | Decatur                                 | 1927                      |
| 65 yds Hürden (6 Hürden, 75 cm hoch)   | 10,6 s                                  | Germaine Delapierre                                                                     | FRA                                     | 17.07.1921                              | Paris                                   | 1927                      |
| 83 m Hürden (7 Hürden, 75 cm hoch)     | 13,2 s                                  | Geneviève Laloz                                                                         | FRA                                     | 20.06.1926                              | Paris                                   | 1927                      |
| 100 yds Hürden (8 Hürden, 75 cm hoch)  | 14,4 s                                  | Ludmila Sychrová                                                                        | TCH                                     | 28.08.1926                              | Göteborg                                | 1927                      |
| 100 yds Hürden (8 Hürden, 61 cm hoch)  | 14,4 s                                  | Florinda Batson                                                                         | USA                                     | 1922                                    | Rosemary Hall                           | 1927                      |
| 120 yds Hürden (10 Hürden, 75 cm hoch) | 17,8 s                                  | Edith Alauze                                                                            | FRA                                     | 14.09.1924                              | Paris                                   | 1927                      |
| 110 m Hürden (10 Hürden, 75 cm hoch)   | 18,4 s                                  | Geneviève Laloz                                                                         | FRA                                     | 03.10.1926                              | Paris                                   | 1927                      |
| 4 × 55-yds-Staffel                     | 26,4 s                                  | Eureka High School                                                                      | Eureka High School                      | 1924                                    | Eureka                                  | 1927                      |
| 4 × 55-yds-Staffel                     | 26,4 s                                  | Wolff                                                                                   | USA                                     | 1924                                    | Eureka                                  | 1927                      |
| 4 × 55-yds-Staffel                     | 26,4 s                                  | Elta Cartwright                                                                         | USA                                     | 1924                                    | Eureka                                  | 1927                      |
| 4 × 55-yds-Staffel                     | 26,4 s                                  | Robertson                                                                               | USA                                     | 1924                                    | Eureka                                  | 1927                      |
| 4 × 55-yds-Staffel                     | 26,4 s                                  | Estelle Moloss                                                                          | USA                                     | 1924                                    | Eureka                                  | 1927                      |
| 4 × 75-m-Staffel                       | Vereine                                 | Vereine                                                                                 | Vereine                                 | Vereine                                 | Vereine                                 | 1936                      |
| 4 × 75-m-Staffel                       | 38,2 s                                  | Linnets Saint-Maur                                                                      | Linnets Saint-Maur                      | 21.07.1929                              | Paris                                   | 1936                      |
| 4 × 75-m-Staffel                       | 38,2 s                                  | Georgette Gagneaux                                                                      | FRA                                     | 21.07.1929                              | Paris                                   | 1936                      |
| 4 × 75-m-Staffel                       | 38,2 s                                  | Lucienne Velu                                                                           | FRA                                     | 21.07.1929                              | Paris                                   | 1936                      |
| 4 × 75-m-Staffel                       | 38,2 s                                  | Yvonne Carme                                                                            | FRA                                     | 21.07.1929                              | Paris                                   | 1936                      |
| 4 × 75-m-Staffel                       | 38,2 s                                  | Marguerite Radideau                                                                     | FRA                                     | 21.07.1929                              | Paris                                   | 1936                      |
| 4 × 75-m-Staffel                       | 38,2 s o                                | Wiener AC                                                                               | Wiener AC                               | 08.09.1935                              | Wien                                    | 1936                      |
| 4 × 75-m-Staffel                       | 38,2 s o                                | Gerda Gottlieb                                                                          | AUT                                     | 08.09.1935                              | Wien                                    | 1936                      |
| 4 × 75-m-Staffel                       | 38,2 s o                                | Wanda Nowak                                                                             | AUT                                     | 08.09.1935                              | Wien                                    | 1936                      |
| 4 × 75-m-Staffel                       | 38,2 s o                                | Veronika Kohlbach                                                                       | AUT                                     | 08.09.1935                              | Wien                                    | 1936                      |
| 4 × 75-m-Staffel                       | 38,2 s o                                | Johanna Vancura                                                                         | AUT                                     | 08.09.1935                              | Wien                                    | 1936                      |
| 4 × 75-m-Staffel                       | Nationalmannschaften                    |                                                                                         |                                         |                                         |                                         | 1936                      |
| 4 × 75-m-Staffel                       | 38,8 s                                  | Georgette Gagneaux                                                                      | FRA                                     | 06.07.1926                              | Prag                                    | 1936                      |
| 4 × 75-m-Staffel                       | 38,8 s                                  | Geneviève Laloz                                                                         | FRA                                     | 06.07.1926                              | Prag                                    | 1936                      |
| 4 × 75-m-Staffel                       | 38,8 s                                  | Simone Chapoteau                                                                        | FRA                                     | 06.07.1926                              | Prag                                    | 1936                      |
| 4 × 75-m-Staffel                       | 38,8 s                                  | Marguerite Radideau                                                                     | FRA                                     | 06.07.1926                              | Prag                                    | 1936                      |
| 4 × 75-m-Staffel                       | 37,4 s o (annulliert)                   | Stefánie Pekarová                                                                       | TCH                                     | 22.08.1934                              | Prag                                    | 1936                      |
| 4 × 75-m-Staffel                       | 37,4 s o (annulliert)                   | Rudolfa Krausová                                                                        | TCH                                     | 22.08.1934                              | Prag                                    | 1936                      |
| 4 × 75-m-Staffel                       | 37,4 s o (annulliert)                   | Bozena Skálová                                                                          | TCH                                     | 22.08.1934                              | Prag                                    | 1936                      |
| 4 × 75-m-Staffel                       | 37,4 s o (annulliert)                   | Zdenka Koubková                                                                         | TCH                                     | 22.08.1934                              | Prag                                    | 1936                      |
| 440-m-Staffel                          | Vereine (200 m - 100 m - 80 m - 60 m)   | Vereine (200 m - 100 m - 80 m - 60 m)                                                   | Vereine (200 m - 100 m - 80 m - 60 m)   | Vereine (200 m - 100 m - 80 m - 60 m)   | Vereine (200 m - 100 m - 80 m - 60 m)   | 1936                      |
| 440-m-Staffel                          | 56,6 s o                                | Wiener AC                                                                               | Wiener AC                               | 06.10.1935                              | Wien                                    | 1936                      |
| 440-m-Staffel                          | 56,6 s o                                | Gerda Gottlieb                                                                          | AUT                                     | 06.10.1935                              | Wien                                    | 1936                      |
| 440-m-Staffel                          | 56,6 s o                                | Wanda Nowak                                                                             | AUT                                     | 06.10.1935                              | Wien                                    | 1936                      |
| 440-m-Staffel                          | 56,6 s o                                | Ronny Kohlbach                                                                          | AUT                                     | 06.10.1935                              | Wien                                    | 1936                      |
| 440-m-Staffel                          | 56,6 s o                                | Johanna Vancura                                                                         | AUT                                     | 06.10.1935                              | Wien                                    | 1936                      |
| 10 × 100-m-Staffel                     | Vereine                                 | Vereine                                                                                 | Vereine                                 | Vereine                                 | Vereine                                 | 1936                      |
| 10 × 100-m-Staffel                     | 2:05,3 min                              | SC Brandenburg                                                                          | SC Brandenburg                          | 20.07.1929                              | Frankfurt am Main                       | 1936                      |
| 10 × 100-m-Staffel                     | 2:05,3 min                              | Britta Laue                                                                             | GER                                     | 20.07.1929                              | Frankfurt am Main                       | 1936                      |
| 10 × 100-m-Staffel                     | 2:05,3 min                              | Else Plickert                                                                           | GER                                     | 20.07.1929                              | Frankfurt am Main                       | 1936                      |
| 10 × 100-m-Staffel                     | 2:05,3 min                              | Wally Wittmann                                                                          | GER                                     | 20.07.1929                              | Frankfurt am Main                       | 1936                      |
| 10 × 100-m-Staffel                     | 2:05,3 min                              | Ruth Becker                                                                             | GER                                     | 20.07.1929                              | Frankfurt am Main                       | 1936                      |
| 10 × 100-m-Staffel                     | 2:05,3 min                              | Gerda Laue                                                                              | GER                                     | 20.07.1929                              | Frankfurt am Main                       | 1936                      |
| 10 × 100-m-Staffel                     | 2:05,3 min                              | Eva von Bredow                                                                          | GER                                     | 20.07.1929                              | Frankfurt am Main                       | 1936                      |
| 10 × 100-m-Staffel                     | 2:05,3 min                              | Elsa Gehring                                                                            | GER                                     | 20.07.1929                              | Frankfurt am Main                       | 1936                      |
| 10 × 100-m-Staffel                     | 2:05,3 min                              | Erna Steinberg                                                                          | GER                                     | 20.07.1929                              | Frankfurt am Main                       | 1936                      |
| 10 × 100-m-Staffel                     | 2:05,3 min                              | Margarete Wüstenfeldt                                                                   | GER                                     | 20.07.1929                              | Frankfurt am Main                       | 1936                      |
| 10 × 100-m-Staffel                     | 2:05,3 min                              | Bubi Steinebach                                                                         | GER                                     | 20.07.1929                              | Frankfurt am Main                       | 1936                      |
| 10 × 100-m-Staffel                     | Nationalmannschaften                    |                                                                                         |                                         |                                         |                                         | 1936                      |
| 10 × 100-m-Staffel                     | Kein Rekord ratifiziert                 |                                                                                         |                                         |                                         |                                         | 1936                      |
| 4 × 250-m-Staffel                      | 2:33,4 min                              | Andrée Darreau                                                                          | FRA                                     | 25.06.1922                              | Paris                                   | 1927                      |
| 4 × 250-m-Staffel                      | 2:33,4 min                              | Simone Chapoteau                                                                        | FRA                                     | 25.06.1922                              | Paris                                   | 1927                      |
| 4 × 250-m-Staffel                      | 2:33,4 min                              | Georgette Lenoir                                                                        | FRA                                     | 25.06.1922                              | Paris                                   | 1927                      |
| 4 × 250-m-Staffel                      | 2:33,4 min                              | Cécile Maugars                                                                          | FRA                                     | 25.06.1922                              | Paris                                   | 1927                      |
| 1200-m-Staffel                         | Vereine (100 m - 100 m - 200 m - 800 m) | Vereine (100 m - 100 m - 200 m - 800 m)                                                 | Vereine (100 m - 100 m - 200 m - 800 m) | Vereine (100 m - 100 m - 200 m - 800 m) | Vereine (100 m - 100 m - 200 m - 800 m) | 1936                      |
| 1200-m-Staffel                         | 3:17,9 s                                | VfB Breslau                                                                             | VfB Breslau                             | 05.08.1933                              | Breslau                                 | 1936                      |
| 1200-m-Staffel                         | 3:17,9 s                                | Gretel Rother                                                                           | GER                                     | 05.08.1933                              | Breslau                                 | 1936                      |
| 1200-m-Staffel                         | 3:17,9 s                                | Kernat                                                                                  | GER                                     | 05.08.1933                              | Breslau                                 | 1936                      |
| 1200-m-Staffel                         | 3:17,9 s                                | Annelies Gerhardt                                                                       | GER                                     | 05.08.1933                              | Breslau                                 | 1936                      |
| 1200-m-Staffel                         | 3:17,9 s                                | Lina Radke                                                                              | GER                                     | 05.08.1933                              | Breslau                                 | 1936                      |
| 1200-m-Staffel                         | 3:14,4 s (annulliert)                   | ZLKVS Prag                                                                              | ZLKVS Prag                              | 29.07.1934                              | Prag                                    | 1936                      |
| 1200-m-Staffel                         | 3:14,4 s (annulliert)                   | Bazatová                                                                                | TCH                                     | 29.07.1934                              | Prag                                    | 1936                      |
| 1200-m-Staffel                         | 3:14,4 s (annulliert)                   | Marcela Doksanká                                                                        | TCH                                     | 29.07.1934                              | Prag                                    | 1936                      |
| 1200-m-Staffel                         | 3:14,4 s (annulliert)                   | Frantiska Kucerová                                                                      | TCH                                     | 29.07.1934                              | Prag                                    | 1936                      |
| 1200-m-Staffel                         | 3:14,4 s (annulliert)                   | Zdenka Koubková                                                                         | TCH                                     | 29.07.1934                              | Prag                                    | 1936                      |
| 880-yds-Bahngehen                      | 4:03,0 min +                            | Daisy Crossley                                                                          | GBR                                     | 28.08.1926                              | Göteborg                                | 1927                      |
| 1000-m-Bahngehen                       | 5:10,0 min                              | Daisy Crossley                                                                          | GBR                                     | 28.08.1926                              | Göteborg                                | 1927                      |
| Standhochsprung                        | 1,32 m                                  | Gerda Gottlieb                                                                          | AUT                                     | 12.05.1934                              | Wien                                    | 1936                      |
| Standweitsprung                        | 2,625 m                                 | Dorothy Lyford                                                                          | USA                                     | 10.06.1933                              | Boston                                  | 1936                      |
| Kugelstoßen [3,628 kg]                 | 11,49 m                                 | Grete Heublein                                                                          | GER                                     | 22.08.1926                              | Braunschweig                            | 1927                      |
| Kugelstoßen [5 kg]                     | 9,80 m                                  | Liesel Perkaus                                                                          | AUT                                     | 08.08.1926                              | Brno                                    | 1927                      |
| Kugelstoßen [3,628 kg] (beidarmig)     | 21,01 m                                 | Violette Morris                                                                         | FRA                                     | 23.09.1923                              | Paris                                   | 1927                      |
| Kugelstoßen [4 kg] (beidarmig)         | 21,47 m (11,93 m + 9,54 m)              | Olga Jungkunz                                                                           | GER                                     | 04.08.1929                              | Ulm                                     | 1936                      |
| Kugelstoßen [5 kg] (beidarmig)         | 16,32 m (8,76 m + 7,56 m)               | Ludmila Vencová                                                                         | TCH                                     | 06.07.1926                              | Prag                                    | 1927                      |
| Diskuswurf [1 kg] (beidarmig)          | 66,48 m                                 | Halina Konopacka                                                                        | POL                                     | 28.10.1928                              | Warschau                                | 1936                      |
| Diskuswurf [1 kg] (beidarmig)          | 67,82 m o                               | Genowefa Cejzikova                                                                      | POL                                     | 10.06.1934                              | Lvov                                    | 1936                      |
| Speerwurf [800 g]                      | 34,85 m                                 | Kamila Olmerová                                                                         | TCH                                     | 08.08.1926                              | Brno                                    | 1927                      |
| Speerwurf [600 g] (beidarmig)          | 57,05 m (34,60 m + 22,45 m)             | Emmi Haux                                                                               | GER                                     | 04.08.1929                              | Ulm                                     | 1936                      |
| Speerwurf [600 g] (beidarmig)          | 62,43 m o (37,56 + 24,87 m)             | Lisa Gelius                                                                             | GER                                     | 09.09.1934                              | München                                 | 1936                      |
| Speerwurf [800 g] (beidarmig)          | 58,11 m (34,85 m + 23,26 m)             | Kamila Olmerová                                                                         | TCH                                     | 08.08.1926                              | Brno                                    | 1927                      |
| Dreikampf                              | 248 Punkte                              | Ellen Braumüller                                                                        | GER                                     | 02.08.1931                              | Magdeburg                               | 1932                      |
| Dreikampf                              | 248 Punkte                              | 13,0 s [69 Pkt.] (100 m), 1,41 m [64 Pkt.] (Hochsprung), 42,28 m [115 Pkt.] (Speerwurf) |                                         |                                         |                                         | 1932                      |

Rekorde unter IAAF ab 1936
In der nachfolgenden Tabelle sind Weltrekorde der Frauen aufgelistet, die unter der IAAF ab 1936 geführt wurden. Einige Disziplinen wurden nicht einfach eingestellt, sondern ersetzt. Die 80 Meter Hürden wurden 1969 durch die 100 Meter Hürden ersetzt. Die 200 Meter Hürden wurden 1972 durch die 400 Meter Hürden ersetzt. Der Fünfkampf wurde am 1. Januar 1981 durch den Siebenkampf ersetzt. Die 3-mal-800-Meter-Staffel wurde im Mai 1969 durch die 4-mal-800-Meter-Staffel ersetzt.
Sämtliche Zeiten in der Tabelle sind handgestoppt, einzige Ausnahme sind die im 5000-Meter-Bahngehen.
| Disziplin                                      | Letzte anerkannte Bestleistungen                                                                               | Sportlerinnen | Land                                                                                    | Datum                                                                                   | Ort                                                                                     | Einstellung der Disziplin                                                               |
| ---------------------------------------------- | --- | --- | --------------------------------------------------------------------------------------- | --------------------------------------------------------------------------------------- | --------------------------------------------------------------------------------------- | --------------------------------------------------------------------------------------- |
| 60 m                                           | 7,2 s (+0,6)                                                                                                   | Elizabeth Cuthbert | AUS                                                                                     | 27.02.1960                                                                              | Sydney                                                                                  | 01.01.1977                                                                              |
| 60 m                                           | 7,2 s (0,0) | Irina Botschkarjowa | URS                                                                                     | 28.08.1960                                                                              | Moskau                                                                                  | 01.01.1977                                                                              |
| 60 m                                           | 7,2 s (+1,5)                                                                                                   | Andrea Lynch | GBR                                                                                     | 22.06.1974                                                                              | London                                                                                  | 01.01.1977                                                                              |
| 60 m                                           | 7,2 s (+1,0)                                                                                                   | Lea Alaerts | BEL                                                                                     | 02.08.1975                                                                              | Namur                                                                                   | 01.01.1977                                                                              |
| 60 m                                           | 7,2 s (−2,9)                                                                                                   | Denise Robertson | AUS                                                                                     | 16.12.1975                                                                              | Melbourne                                                                               | 01.01.1977                                                                              |
| 100 yds                                        | 10,0 s (+1,55)                                                                                                 | Chi Cheng | TPE                                                                                     | 13.06.1970                                                                              | Portland                                                                                | 01.01.1977                                                                              |
| 220 yds (Kurve)                                | 22,6 s (+1,9)                                                                                                  | Chi Cheng | TPE                                                                                     | 03.07.1970                                                                              | Los Angeles                                                                             | 01.01.1977                                                                              |
| 200 m (Gerade)                                 | 24,1 s | Stanislawa Walasiewicz | POL                                                                                     | 18.08.1932                                                                              | Chicago                                                                                 | 1969                                                                                    |
| 440 yds                                        | 52,2 s | Debra Sapenter | USA                                                                                     | 29.06.1974                                                                              | Bakersfield                                                                             | 01.01.1977                                                                              |
| 880 yds                                        | 2:02,0 min | Judith Pollock | AUS                                                                                     | 05.07.1967                                                                              | Stockholm                                                                               | 01.01.1977                                                                              |
| 80 m Hürden (8 Hürden, 76,2 cm hoch)           | 10,2 s (kein Wind)                                                                                             | Vera Korsakova | URS                                                                                     | 16.06.1968                                                                              | Riga                                                                                    | 1969                                                                                    |
| 200 m Hürden (Kurve) (10 Hürden, 76,2 cm hoch) | 25,7 s (−1,5)                                                                                                  | Pamela Ryan | AUS                                                                                     | 25.11.1971                                                                              | Melbourne                                                                               | 1972                                                                                    |
| 15-km-Straßenlauf                              | 45:37 min + (Mixed-Lauf)                                                                                       | Joyciline Jepkosgei | KEN                                                                                     | 01.04.2017                                                                              | Prag                                                                                    | 01.01.2018                                                                              |
| 15-km-Straßenlauf                              | 46:59 min + (Frauenlauf)                                                                                       | Lornah Kiplagat | NED                                                                                     | 04.10.2007                                                                              | Udine                                                                                   | 01.01.2018                                                                              |
| 20-km-Straßenlauf                              | 1:01:25 h + (Mixed-Lauf)                                                                                       | Joyciline Jepkosgei | KEN                                                                                     | 01.04.2017                                                                              | Prag                                                                                    | 01.01.2018                                                                              |
| 20-km-Straßenlauf                              | 1:02:57 h + (Frauenlauf)                                                                                       | Lornah Kiplagat | NED                                                                                     | 04.10.2007                                                                              | Udine                                                                                   | 01.01.2018                                                                              |
| 25-km-Straßenlauf                              | 1:19:53 h (Mixed-Lauf)                                                                                         | Mary Jepkosgei Keitany | KEN                                                                                     | 09.05.2010                                                                              | Berlin                                                                                  | 01.01.2018                                                                              |
| 25-km-Straßenlauf                              | 1:22:47 h (Frauenlauf)                                                                                         | Paula Radcliffe | GBR                                                                                     | 14.08.2005                                                                              | Helsinki                                                                                | 01.01.2018                                                                              |
| 25-km-Straßenlauf                              | 1:21:03 h (nicht ratifiziert) (Frauenlauf)                                                                     | Paula Radcliffe | GBR                                                                                     | 17.04.2005                                                                              | London                                                                                  | 01.01.2018                                                                              |
| 30-km-Straßenlauf                              | 1:38:19 h (Mixed-Lauf)                                                                                         | Valary Aiyabei | KEN                                                                                     | 07.05.2017                                                                              | Prag                                                                                    | 01.01.2018                                                                              |
| 30-km-Straßenlauf                              | 1:36:36 h (nicht ratifiziert) (Mixed-Lauf)                                                                     | Paula Radcliffe | GBR                                                                                     | 13.04.2003                                                                              | London                                                                                  | 01.01.2018                                                                              |
| 30-km-Straßenlauf                              | 1:36:05 h + (Frauenlauf)                                                                                       | Mary Jepkosgei Keitany | KEN                                                                                     | 23.04.2017                                                                              | London                                                                                  | 01.01.2018                                                                              |
| 4 × 110-yds-Staffel                            | 44,1 s [auto: 44,07]                                                                                           | Inge Helten | FRG                                                                                     | 18.07.1975                                                                              | Durham                                                                                  | 01.01.1977                                                                              |
| 4 × 110-yds-Staffel                            | 44,1 s [auto: 44,07]                                                                                           | Birgit Wilkes | FRG                                                                                     | 18.07.1975                                                                              | Durham                                                                                  | 01.01.1977                                                                              |
| 4 × 110-yds-Staffel                            | 44,1 s [auto: 44,07]                                                                                           | Annegret Kroniger | FRG                                                                                     | 18.07.1975                                                                              | Durham                                                                                  | 01.01.1977                                                                              |
| 4 × 110-yds-Staffel                            | 44,1 s [auto: 44,07]                                                                                           | Maren Gang | FRG                                                                                     | 18.07.1975                                                                              | Durham                                                                                  | 01.01.1977                                                                              |
| 4 × 220-yds-Staffel                            | 1:35,8 min | Marion Hoffman | AUS                                                                                     | 09.11.1969                                                                              | Brisbane                                                                                | 01.01.1977                                                                              |
| 4 × 220-yds-Staffel                            | 1:35,8 min | Raelene Boyle | AUS                                                                                     | 09.11.1969                                                                              | Brisbane                                                                                | 01.01.1977                                                                              |
| 4 × 220-yds-Staffel                            | 1:35,8 min | Pamela Kilborn | AUS                                                                                     | 09.11.1969                                                                              | Brisbane                                                                                | 01.01.1977                                                                              |
| 4 × 220-yds-Staffel                            | 1:35,8 min | Jennifer Lamy | AUS                                                                                     | 09.11.1969                                                                              | Brisbane                                                                                | 01.01.1977                                                                              |
| 4 × 440-yds-Staffel                            | 3:29,1 min (aufgerundet 3:29,06)                                                                               | Svetlana Styrkina | URS                                                                                     | 07.08.1976                                                                              | College Park                                                                            | 01.01.1977                                                                              |
| 4 × 440-yds-Staffel                            | 3:29,1 min (aufgerundet 3:29,06)                                                                               | Inta Klimovicha | URS                                                                                     | 07.08.1976                                                                              | College Park                                                                            | 01.01.1977                                                                              |
| 4 × 440-yds-Staffel                            | 3:29,1 min (aufgerundet 3:29,06)                                                                               | Natalja Sokolowa | URS                                                                                     | 07.08.1976                                                                              | College Park                                                                            | 01.01.1977                                                                              |
| 4 × 440-yds-Staffel                            | 3:29,1 min (aufgerundet 3:29,06)                                                                               | Nadezhda Ilyina | URS                                                                                     | 07.08.1976                                                                              | College Park                                                                            | 01.01.1977                                                                              |
| 3 × 800-m-Staffel                              | 6:15,5 min | Ilja Keizer | HOL                                                                                     | 20.08.1968                                                                              | Sittard                                                                                 | 1969                                                                                    |
| 3 × 800-m-Staffel                              | 6:15,5 min | Mathilda Van der Made | HOL                                                                                     | 20.08.1968                                                                              | Sittard                                                                                 | 1969                                                                                    |
| 3 × 800-m-Staffel                              | 6:15,5 min | Maria Gommers | HOL                                                                                     | 20.08.1968                                                                              | Sittard                                                                                 | 1969                                                                                    |
| 3 × 880-yds-Staffel                            | 6:25,2 min | Rosemary Stirling | GBR                                                                                     | 30.07.1967                                                                              | Budapest                                                                                | 1969                                                                                    |
| 3 × 880-yds-Staffel                            | 6:25,2 min | Pat Lowe | GBR                                                                                     | 30.07.1967                                                                              | Budapest                                                                                | 1969                                                                                    |
| 3 × 880-yds-Staffel                            | 6:25,2 min | Pam Piercy | GBR                                                                                     | 30.07.1967                                                                              | Budapest                                                                                | 1969                                                                                    |
| 4 × 880-yds-Staffel                            | 8:46,4 min | Blue Ribbon TC | Blue Ribbon TC                                                                          | 28.06.1975                                                                              | White Plains                                                                            | 01.01.1977                                                                              |
| 4 × 880-yds-Staffel                            | 8:46,4 min | Diane Vetter | USA                                                                                     | 28.06.1975                                                                              | White Plains                                                                            | 01.01.1977                                                                              |
| 4 × 880-yds-Staffel                            | 8:46,4 min | Julie Stibbe | USA                                                                                     | 28.06.1975                                                                              | White Plains                                                                            | 01.01.1977                                                                              |
| 4 × 880-yds-Staffel                            | 8:46,4 min | Janis Vetter | USA                                                                                     | 28.06.1975                                                                              | White Plains                                                                            | 01.01.1977                                                                              |
| 4 × 880-yds-Staffel                            | 8:46,4 min | Debbie Vetter | USA                                                                                     | 28.06.1975                                                                              | White Plains                                                                            | 01.01.1977                                                                              |
| 5000-m-Bahngehen                               | 20:02,60 min                                                                                                   | Gillian O’Sullivan | IRL                                                                                     | 13.07.2002                                                                              | Dublin                                                                                  | 01.01.2004                                                                              |
| Speerwurf (alter Speer)                        | 80,00 m | Petra Felke | GDR                                                                                     | 09.09.1988                                                                              | Potsdam                                                                                 | 01.01.2000                                                                              |
| Fünfkampf                                      | Von 1928 bis 1949: Tag 1: Kugelstoßen, Weitsprung - Tag 2: 100 m, Hochsprung, Speerwurf                        | Von 1928 bis 1949: Tag 1: Kugelstoßen, Weitsprung - Tag 2: 100 m, Hochsprung, Speerwurf                                      | Von 1928 bis 1949: Tag 1: Kugelstoßen, Weitsprung - Tag 2: 100 m, Hochsprung, Speerwurf | Von 1928 bis 1949: Tag 1: Kugelstoßen, Weitsprung - Tag 2: 100 m, Hochsprung, Speerwurf | Von 1928 bis 1949: Tag 1: Kugelstoßen, Weitsprung - Tag 2: 100 m, Hochsprung, Speerwurf | Von 1928 bis 1949: Tag 1: Kugelstoßen, Weitsprung - Tag 2: 100 m, Hochsprung, Speerwurf |
| Fünfkampf                                      | 4391 Punkte (418 Punkte)                                                                                       | Gisela Mauermayer | GER                                                                                     | 16./17.07.1938                                                                          | Stuttgart                                                                               | 1949                                                                                    |
| Fünfkampf                                      | 4391 Punkte (418 Punkte)                                                                                       | 13,07 m (Kugelstoßen), 5,62 m (Weitsprung)/12,4 s (100 m), 1,56 m (Hochsprung), 36,90 m (Speerwurf)                          |                                                                                         |                                                                                         |                                                                                         | 1949                                                                                    |
| Fünfkampf                                      | Von 1949 bis 1960: Tag 1: Kugelstoßen, Hochsprung, 200 m - Tag 2: 80 m Hürden, Weitsprung                      | |                                                                                         |                                                                                         |                                                                                         |                                                                                         |
| Fünfkampf                                      | 4972 Punkte | Irina Press | URS                                                                                     | 17./18.10.1960                                                                          | Kiew                                                                                    | 1961                                                                                    |
| Fünfkampf                                      | 4972 Punkte | 15,34 m (Kugelstoßen), 1,63 m (Hochsprung), 24,7 s (200 m)/10,8 s (80 m Hürden), 5,58 m (Weitsprung)                         |                                                                                         |                                                                                         |                                                                                         | 1961                                                                                    |
| Fünfkampf                                      | Von 1961 bis 1968: Tag 1: 80 m Hürden, Kugelstoßen, Hochsprung - Tag 2: Weitsprung, 200 m                      | |                                                                                         |                                                                                         |                                                                                         |                                                                                         |
| Fünfkampf                                      | 5246 Punkte | Irina Press | URS                                                                                     | 16./17.10.1964                                                                          | Tokio                                                                                   | 1969                                                                                    |
| Fünfkampf                                      | 5246 Punkte | 10,7 s (80 m Hürden), 17,16 m (Kugelstoßen), 1,63 m (Hochsprung)/6,24 m (Weitsprung), 24,7 s (200 m)                         |                                                                                         |                                                                                         |                                                                                         | 1969                                                                                    |
| Fünfkampf                                      | Von 1969 bis 1976: Tag 1: 100 m Hürden, Kugelstoßen, Hochsprung - Tag 2: Weitsprung, 200 m (auch an einem Tag) | |                                                                                         |                                                                                         |                                                                                         |                                                                                         |
| Fünfkampf                                      | 4932 Punkte | Burglinde Pollak | GDR                                                                                     | 22.09.1973                                                                              | Bonn                                                                                    | 01.01.1977                                                                              |
| Fünfkampf                                      | 4932 Punkte | 13,21 s (−1,5) (100 m Hürden), 15,85 m (Kugelstoßen), 1,78 m (Hochsprung), 6,47 m (+0,3)(Weitsprung), 23,35 s (−0,3) (200 m) |                                                                                         |                                                                                         |                                                                                         | 01.01.1977                                                                              |
| Fünfkampf                                      | Von 1977 bis 1980: 100 m Hürden, Kugelstoßen, Hochsprung, Weitsprung, 800 m (an einem Tag)                     | |                                                                                         |                                                                                         |                                                                                         |                                                                                         |
| Fünfkampf                                      | 5083 Punkte | Nadija Tkatschenko | URS                                                                                     | 24.07.1980                                                                              | Moskau                                                                                  | 01.01.1981                                                                              |
| Fünfkampf                                      | 5083 Punkte | 13,29 s (+0,1) (100 m Hürden), 16,84 m (Kugelstoßen), 1,84 m (Hochsprung), 6,73 m (+0,3)(Weitsprung), 2:05,2 min (800 m)     |                                                                                         |                                                                                         |                                                                                         | 01.01.1981                                                                              |

### U20
| Disziplin               | Letzte anerkannte Bestleistungen | Sportler               | Land | Datum      | Ort       | Einstellung der Disziplin |
| ----------------------- | -------------------------------- | ---------------------- | ---- | ---------- | --------- | ------------------------- |
| 110 m Hürden [106,7 cm] | 13,12 s                          | Liu Xiang              | CHN  | 02.07.2002 | Lausanne  | 2006                      |
| 2000 m Hindernis        | 5:25,01 min                      | Arsenios Tsiminos      | GRE  | 02.10.1980 | Athen     | 2000                      |
| Kugelstoßen [7,26 kg]   | 20,39 m                          | Janus Robberts         | RSA  | 07.03.1998 | Germiston | 2002                      |
| Kugelstoßen [7,26 kg]   | 21,05 m i (nicht ratifiziert)    | Terry Albritton        | USA  | 22.02.1974 | New York  | 2002                      |
| Kugelstoßen [7,26 kg]   | 20,65 m (nicht ratifiziert)      | Mike Carter            | USA  | 04.07.1979 | Boston    | 2002                      |
| Diskuswurf [2 kg]       | 63,64 m                          | Werner Hartmann        | FRG  | 25.06.1978 | Straßburg | 2002                      |
| Diskuswurf [2 kg]       | 65,62 m (nicht ratifiziert)      | Werner Reiterer        | AUS  | 15.12.1987 | Melbourne | 2002                      |
| Hammerwurf [7,26 kg]    | 78,33 m                          | Olli-Pekka Karjalainen | FIN  | 05.08.1999 | Seinäjoki | 2002                      |

| Disziplin               | Letzte anerkannte Bestleistungen | Sportlerinnen      | Land | Datum      | Ort    | Einstellung der Disziplin |
| ----------------------- | -------------------------------- | ------------------ | ---- | ---------- | ------ | ------------------------- |
| 5000-m-Bahngehen        | 20:31,4 min                      | Irina Stankina     | RUS  | 10.02.1996 | Adler  | 2002                      |
| Speerwurf (alter Speer) | 71,88 m                          | Antoaneta Todorova | BUL  | 15.08.1981 | Zagreb | 01.01.2000                |